# The Legend of Zelda
Cet article concerne la série de jeux vidéo. Pour le premier jeu de la série, voir The Legend of Zelda (jeu vidéo).
The Legend of Zelda (ゼルダの伝説, Zeruda no densetsu), ou simplement Zelda, est une série de jeux vidéo d'action-aventure produite par la société japonaise Nintendo et créée par Shigeru Miyamoto et Takashi Tezuka. Depuis 1986 et la sortie du jeu The Legend of Zelda sur la console NES, vingt-et-un jeux font officiellement partie de la saga principale. Plusieurs rééditions, remakes et jeux dérivés ont également vu le jour.
L'histoire qui sert de base pour la plupart des épisodes de la série est celle du héros Link qui doit libérer le royaume d'Hyrule et sa princesse, Zelda, des mains du seigneur du Mal, Ganon (ou Ganondorf dans sa forme humaine). La série est connue notamment pour son côté exploration, pionnier des jeux en monde ouvert, son gameplay, la profondeur de son scénario, la multitude de quêtes secondaires et ses musiques créées par Koji Kondo. Les jeux sont régulièrement salués par la critique. Selon Metacritic, qui répertorie les notes de toute la presse et de tous les sites spécialisés, l'épisode Ocarina of Time, sorti en 1998, est le meilleur jeu vidéo de tous les temps, toutes consoles confondues. D'ailleurs, sept jeux parmi les vingt-et-un de la série principale obtiennent un score moyen supérieur à 95 % sur Metacritic.
The Legend of Zelda se place en tant que saga phare de Nintendo aux côtés de Super Mario et Pokémon. Fin 2018, la série compte 94,73 millions de jeux vendus. The Legend of Zelda: Ocarina of Time est entré dans le livre Guinness des records en tant que jeu s'étant vendu le plus rapidement, avec six millions d'unités dans le monde en huit semaines. La série The Legend of Zelda compte au total quinze records.

## Développement

### Influences
The Legend of Zelda a principalement été inspiré à Shigeru Miyamoto par ses promenades dans la campagne environnant sa maison d'enfance à Kyoto, où il a vu des forêts, des lacs, des grottes et des villages campagnards. Selon Miyamoto, une des expériences les plus mémorables fut la découverte d'une caverne au milieu des bois. Après avoir un peu hésité, il est entré dans la caverne et l’a explorée à l’aide d'une lanterne. Ce souvenir a influencé le travail de Miyamoto, car l’exploration de cavernes est une partie importante des Zelda. La mythologie celtique, la mythologie nordique et la mythologie japonaise ont autant influencé la série que la culture médiévale occidentale. Miyamoto considère The Legend of Zelda comme un « jardin miniature » amené à la vie avec lequel on peut jouer. Takashi Tezuka a développé le décor et écrit le scénario. Il s'est inspiré de l'œuvre Le Seigneur des anneaux de J. R. R. Tolkien.

### Titre du jeu
En découvrant que l'épouse de l'écrivain Francis Scott Fitzgerald se nomme Zelda, Shigeru Miyamoto a décidé de lui rendre hommage en donnant ce nom à la princesse, et titrant le jeu The Legend of Zelda.
Plus précisément, Miyamoto décrit la conception du jeu dans Après 25 ans de The Legend Of Zelda… dans le livre The Legend of Zelda: Hyrule Historia. Le titre du jeu a mis du temps à être trouvé. Miyamoto avait l'idée de "The Legend of …". Mais c'est alors qu'une personne chargée de projets marketing lui a proposé d'accompagner le jeu d'un livre d'histoires. Bien que le projet de livre n'ait pas été retenu, cette personne lui a aussi dit :

« Aux Etats-Unis, il y a une femme très connue, épouse d'un écrivain, qui porte le nom Zelda. Que pensez-vous de ce nom pour nommer cette jeune princesse à la beauté éternelle ? »

Ayant refusé l'idée du livre, Miyamoto lui aurait alors demandé s'il avait le droit de conserver le prénom Zelda. La personne chargée de projets marketing ayant acquiescé, le titre The Legend of Zelda est retenu.

## Présentation

### Système de jeu
Le jeu The Legend of Zelda est un jeu d'action-aventure où le joueur incarne continuellement un personnage prénommé Link.
Il s'agit d'un jeune garçon, parfois d'un jeune homme, qui par la force des choses se retrouve embarqué dans diverses aventures. Ce héros se retrouve armé d'une épée, d'un bouclier et d'une foule d'autres objets assez variés (des armes comme un arc, un grappin et des bombes, des flacons pour y conserver des fées, des palmes, etc.). Cet attirail lui permet de vadrouiller à sa guise et de terminer le jeu en sauvant la princesse Zelda, fille du souverain d’Hyrule.
L’ennemi principal est Ganondorf, également représenté quelquefois sous sa forme bestiale, Ganon. Il existe d’autres ennemis, comme Vaati qui est apparu dans The Minish Cap et Four Swords ou Agahnim dans A Link to the Past, ainsi que le masque de Majora dans Majora's Mask.
L’action se déroule généralement dans le royaume d’Hyrule et met en jeu la Triforce qui est une relique divine ayant la forme de trois triangles d’or pouvant permettre d’exaucer un vœu à quiconque la touche. Au fil des jeux, le scénario n’a que peu dévié de cette base, mais divers éléments lui ont été ajoutés, approfondissant la série.
Il n’existe que trois opus où Zelda n’apparaît pas stricto sensu : Link's Awakening, où il en est seulement fait mention au début du jeu lorsque Link se réveille, The Legend of Zelda: Tri Force Heroes ainsi que Majora's Mask, où on ne la perçoit que sous forme de flash-back.

#### Quête principale

La Triforce.

Mis à part quelques épisodes tels que The Legend of Zelda: Majora's Mask ou The Legend of Zelda: Link's Awakening, chaque jeu de la série suit un scénario principal identique : le héros, Link, doit anéantir le seigneur du Mal, très majoritairement Ganon et sauver la princesse Zelda. Link n'a pas toujours le même âge au fil des jeux ni la même allure selon les épisodes car les arcs narratifs prennent place dans différentes époques. Il a continuellement porté une tunique verte et un bonnet pointu jusqu'à l'opus de 2017, Breath of the Wild. Dans certains épisodes, le nom de Link peut être personnalisé par le joueur.
The Legend of Zelda est l'un des premiers jeux du genre action-aventure (seul The Adventure of Link fait partie de la catégorie action-RPG de par la présence de points d’expérience et de niveaux inexistants dans les autres jeux). Il s’agit d’un mélange d’énigmes, de phases d’exploration et de combats. Ces éléments sont constants dans la série, mais ont connu des évolutions. Cette alchimie réussie est un facteur primaire dans l’édification d’une des plus importantes franchises de Nintendo à égalité avec Mario. Le joueur est fréquemment récompensé par l’acquisition de nouveaux objets utilisables après avoir résolu une énigme ou fouillé de fond en comble une zone.
Dans tous les Zelda, le joueur doit trouver et explorer des donjons (ou temples, ou sanctuaires) parsemés d’énigmes et de combats jusqu’à atteindre le boss du donjon. Dans la plupart des jeux de la série, chaque donjon a un « thème » comme le feu, la forêt, l’eau, le temps, l’ombre ou l'esprit (Ocarina of Time).
Les énigmes donnent généralement accès à des clefs qui permettent d’ouvrir de nouvelles parties du donjon. Pour se repérer plus facilement dans ces labyrinthes, le joueur peut également trouver une carte et une boussole indiquant l’emplacement des coffres et du « boss ». Chaque donjon contient un objet particulier et unique, essentiel pour la suite de la quête et qui est la plupart du temps acquis après avoir vaincu un « mini-boss ». Certains de ces objets sont communs à presque tous les jeux (comme l’arc, le boomerang ou le grappin), alors que d’autres sont uniques comme l'aérouage dans Twilight Princess. Une fois cet objet obtenu, le joueur doit trouver le boss et déverrouiller son antre grâce à une clef nommée « grande clef » (devenue « clef du boss » dans Link's Awakening, « clef d’or » dans Ocarina of Time et Majora's Mask ou alors une pièce de puzzle à enfoncer dans la grande porte dans Skyward Sword). Il doit alors vaincre le boss en utilisant, en général, l’objet ou l’arme obtenu(e) dans le donjon.
Généralement, le boss possède lui-même un objet qui est la raison de la venue de Link dans le donjon. Ainsi dans Ocarina of Time le joueur doit récupérer trois pierres ancestrales dans trois donjons différents pour accéder à l’Épée de Légende, la « Master Sword ». Dans A Link to the Past, le joueur doit libérer sept sages pour pouvoir accéder à la tour de Ganon.
Plus le joueur avance dans le jeu, plus de zones lui sont accessibles. Le monde ne se dévoile que petit à petit (excepté dans The Legend of Zelda Breath of the Wild et The Legend of Zelda Tears of the Kingdom, où le joueur peut explorer la totalité du monde dès le début), pour conserver l’intérêt du joueur tout au long du jeu. Alors que le monde accessible devient de plus en plus vaste, des moyens de déplacement sont mis à disposition du joueur pour rendre le voyage plus rapide. Majora's Mask et Ocarina of Time emploient la téléportation via un ocarina, Breath of the Wild le fait avec des téléporteurs. La tornade est utilisée dans The Wind Waker et Phantom Hourglass. Midona qui accompagne le héros dans Twilight Princess lui permet d'utiliser des raccourcis. Ocarina of Time, Majora's Mask et Twilight Princess présentent la jument Epona que Link peut chevaucher allègrement (elle est aussi utilisable dans Breath of the Wild avec un amiibo). Link peut aussi se faire porter par un oiseau dans A Link to the Past, The Minish Cap et Skyward Sword.
D’autre part, la traversée d’un nouveau territoire est souvent difficile pour donner lieu à des énigmes ou tester les capacités du joueur. Cela dit, le jeu est réalisé de telle sorte que les traversées suivantes seront plus faciles (parce que le chemin est déblayé au premier passage, ou grâce à de nouveaux objets, ou parce que les populations locales deviennent amicales).

#### Quêtes secondaires

Les rubis, monnaie utilisée dans le jeu.

L’une des particularités de The Legend of Zelda est le nombre important de quêtes secondaires, ou quêtes annexes, qui rendent le jeu moins linéaire. Puisque le monde dans lequel le jeu se passe est persistant, il est possible de retarder la résolution de ces énigmes. Ces quêtes ne sont pas indispensables mais permettent d’obtenir un objet qui rend le jeu plus facile. On peut classer ces quêtes selon les catégories suivantes :
- Retrouver un ensemble d’objets donnés : la quête des fragments de cœurs qui permet d’obtenir un conteneur de vie supplémentaire tous les quatre (cinq dans Twilight Princess, des réceptacles de cœur [cœur entier] dans Phantom Hourglass) fragments trouvés, la quête des coquillages dans Link's Awakening qui permet d’obtenir une épée plus puissante à partir de 20 coquillages, la recherche des insectes dorés dans The Legend of Zelda: Twilight Princess qui permet d’obtenir une plus grosse bourse et des rubis supplémentaires, ou encore la quête des cent skulltulas d’or de Ocarina of Time.
- Résoudre des mini jeux d’adresse : ces mini-jeux (tir à l’arc, pêche…) sont payants (le plus souvent dix à vingt rubis) et permettent souvent d’obtenir une amélioration des diverses armes possédées (un plus grand carquois ou un plus grand sac de bombes par exemple).
- Faire des échanges d’objets (appelé généralement « la suite des échanges »). Link doit troquer un objet contre d’autres objets à travers de multiples échanges sur toute la carte pour obtenir le dernier objet de la série qui a une utilité à la quête. Parfois, l’échange doit se faire dans un temps limité (par exemple pour obtenir l’épée Biggoron dans Ocarina of Time). Dans The Minish Cap, il est également possible de faire des assemblages de fragments du bonheur. Dans The Wind Waker, Link doit échanger des statues et des fleurs entre les marchands ambulants parcourant la mer.

### Musique

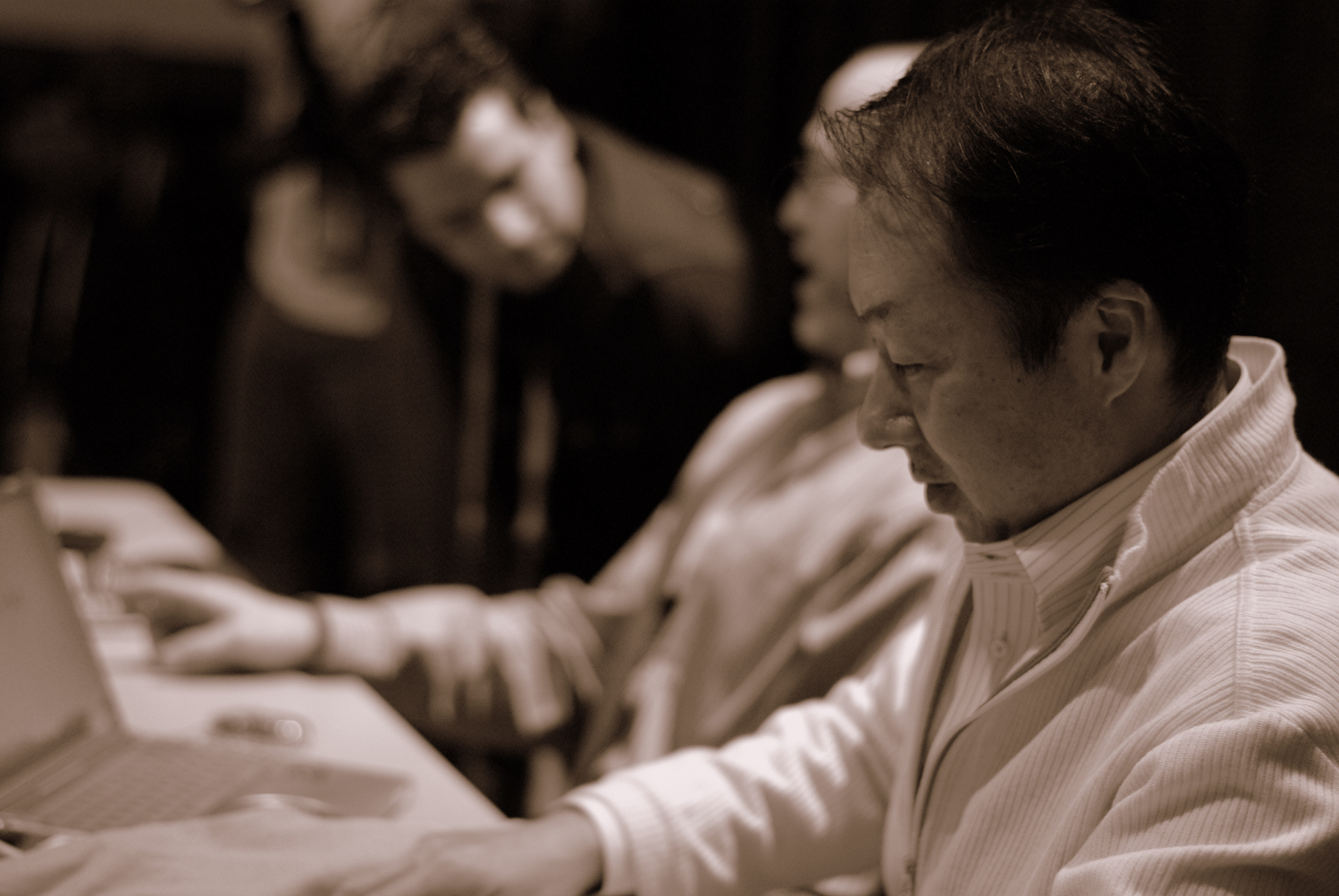
Kōji Kondō, le principal compositeur.

La musique est un des éléments les plus représentatifs dans la série des jeux The Legend of Zelda. Le principal compositeur des musiques étant Koji Kondo mais aussi Akito Nakatsuka dans The Adventure of Link ainsi que Minako Hamano, Kozuo Ishikawa et Kazumi Totaka dans Link's Awakening et Yuichi Ozaki dans Link's Awakening DX. Kōji Kondō est considéré comme la « plus grande légende dans l’industrie du jeu vidéo » par Tommy Tallarico, compositeur de musique de jeu vidéo.
Il y a deux types de musiques dans la série :
- Les musiques de lieux ou de cinématiques qui sont présentes uniquement pour améliorer l'expérience de jeu en créant une ambiance propice au lieu ;
- Les "Chants" dont les mélodies sont variées et jouées fréquemment lors d’énigmes la plupart du temps. Le joueur doit utiliser la manette pour jouer grâce à divers instruments de musique qui lui sont proposés. Jouer des musiques peut être un élément primordial dans certains jeux afin de débloquer des secrets ou de progresser dans l’histoire comme dans Ocarina of Time, Majora's Mask, The Wind Waker, Oracle of Ages, Spirit Tracks et Skyward Sword. De nombreux instruments sont représentés dans les jeux, le plus emblématique étant l’ocarina de Ocarina of Time, ce jeu étant le premier dans lequel le joueur doit lui-même jouer de la musique. On retrouve la trompette, les bongos et la guitare dans Majora's Mask, la flûte de Pan dans Spirit Tracks, et enfin la lyre dans Skyward Sword. Le joueur peut également manier une baguette de chef d'orchestre dans The Wind Waker et chanter en tant que loup dans Twilight Princess.

The Legend of Zelda Theme (Thème de The Legend of Zelda) est un morceau de musique récurrent qui a été créé pour le premier jeu de la série The Legend of Zelda. Kōji Kondō avait prévu à l'origine d’utiliser le Boléro de Maurice Ravel comme thème du jeu mais a été contraint de changer lorsqu’il a appris que les droits d’auteur n’avaient pas encore expiré.
À l'occasion des vingt-cinq ans de la série, un CD reprenant les morceaux joués durant le concert The Legend of Zelda 25th Anniversary Symphony a été introduit dans les éditions spéciales et les éditions limitées du jeu The Legend of Zelda: Skyward Sword.

## Univers

Emblème du royaume d'Hyrule.

Les jeux The Legend of Zelda se déroulent dans un univers médiéval fantastique où existent magie, divinités, créatures diverses, héros et princesse. Un univers où existe le Bon et le Mauvais côté, où le Héros doit vaincre le Mal au profit du Bien. Dans divers jeux de The Legend of Zelda, certaines créatures peuvent être des références à des êtres ou monstres mythologiques tirés de la littérature fantastique (comme pour les Hyliens qui sont semblables aux elfes) ou dans les cultures de différents pays.
Il existe aussi une ambiance propre à chacun des jeux, grâce au scénario (Ocarina of Time, Link's Awakening), grâce au design des graphismes (Twilight Princess, The Wind Waker), ou même grâce à l’originalité du gameplay (Majora's Mask, Spirit Tracks, Skyward Sword). Ainsi, chaque jeu est différent.

### Peuples
Il existe différents peuples dans The Legend of Zelda. Ils vivent généralement dans un environnement qui leur est propre (forêt, eau, etc.). Les principaux peuples sont :
- Les Hyliens ont une apparence humaine, à l’exception d’oreilles pointues, les rapprochant des elfes de la littérature moderne. Ces oreilles permettraient aux Hyliens de percevoir la voix des trois déesses. Exemple : Zelda, Link (dans Ocarina of Time, Link est d’abord pris pour un Kokiri).
- Les Humains sont présents dans The Wind Waker et dans Twilight Princess. Ils sont, sans doute, les descendants des Hyliens. Il peut se produire que ces deux peuples cohabitent. Exemple : Iria, Colin, Arielle.
- Les Kokiris sont d’éternels enfants vêtus de vert et vivant dans la forêt. Ils sont tous accompagnés d’une fée que leur a offert leur père spirituel : le vénérable arbre Mojo. Exemple : Saria ou Mido (dans l’opus Ocarina of Time, Link croit être un Kokiri).
- Les Gorons sont des êtres rocheux d'une force imposante. Ils peuvent rouler sur eux-mêmes, sont insensibles au feu ou à la lave. Ils se nourrissent de pierres et vivent dans les montagnes. Exemple : Darunia, Biggoron, Marpo, Darmani, Daruk, Yunobo.
- Les Zoras, êtres mi-humanoïdes, mi-poissons, vivent dans un milieu aquatique, mais peuvent également aller marcher à la surface. Ils vivent dans leur domaine nommé domaine Zora. Exemple : la princesse Ruto, le prince Lars, le Roi Dorefah, la princesse Mipha, le prince Sidon et la reine Luterra.
- Les Sheikahs sont des Hyliens particuliers, tenus par un serment de vassalité et de loyauté vis-à-vis du pouvoir royal. Ils sont les protecteurs de la famille royale d’Hyrule et sont les chevaliers de l’ombre. Très peu ont subsisté à la suite de la guerre civile qui ravagea Hyrule (voir histoire d’Ocarina of Time). Exemple : Impa, Sheik, Pahya.
- Les Gerudos sont un peuple de voleuses ou de pirates. C’est, en effet, un peuple essentiellement féminin, dans lequel un seul homme nait tous les siècles pour gouverner les Gerudos (dans Ocarina of Time et Tears of the Kingdom, Ganondorf). Elles vivent dans une forteresse près du désert hanté ou dans un repaire de pirates dans Majora's Mask. Exemple : Nabooru, Ganon, Urbosa, Riju. Dans Breath of the Wild, les Gerudos constituent un peuple de femmes qui ne sont pas hostiles à la famille d'Hyrule et au Héros, bien au contraire. Urbosa, puis Riju, seront les chefs de ce peuple.
- Les Piafs ressemblent à des humains, et possèdent un bec et des ailes d’oiseaux (dans Breath of the Wild, ce sont des oiseaux à part entière se tenant debout comme les humains). Originaires de l’île du Dragon (dans The Wind Waker), ils font d’excellents facteurs et sont les descendants des Zoras même si ces deux peuples cohabitent dans Breath of the Wild. Exemple : Médolie, Scaff, Revali, Teba.
- Les Korogus, des Kokiris transformés au fil des siècles, sont de petites créatures d’apparence végétale avec une feuille d'arbre qui leur masque le visage. Compagnons de l’arbre Mojo sur l’île aux Forêts, dans The Wind Waker et Breath of the Wild où une quête consiste à dénicher les neuf cents Korugus répartis sur Hyrule. Exemple : Noïa.
- Les Pestes Mojo sont des êtres végétaux vivant en forêt ou dans les marais. Le peuple Mojo est sans doute le peuple le plus marchand. Exemple : la princesse Mojo et le Roi Mojo (dans Majora's Mask).
- Les Éoliens, semblables aux Hyliens, habitaient les Ruines du Vent avant de quitter la terre pour aller vivre dans le ciel, faisant leur apparition dans The Minish Cap.
- Les Skimos, manchots à visage humain et aux bois de rennes, habitent la partie ouest de l’île du Gel, faisant leur apparition dans Phantom Hourglass. Dans Spirit Tracks, ils habitent dans le village Skimo. Exemple : Aroo.
- Les Locomos sont des sages veillants sur les différentes contrées d'Hyrule, la Tour des Dieux, et les rails la reliant aux temples. Ils se déplacent dans des sortes de petits wagonnets à vapeur et jouent tous d'un instrument. Ils possèdent une longévité bien plus étendue que les humains et auraient la possibilité de se réincarner. Ils apparaissent dans Spirit Tracks. Exemple : Dame Bicelle.
- Les Migloo sont des sortes de gorilles ayant les yeux rouges. Ils sont généralement blancs et portent une massue. Ils habitent dans la partie est de l’Île du Gel, où ils sont en conflit avec les Skimos. Ils apparaissent dans Phantom Hourglass.
- Les Kayas sont un peuple disparu qui aurait habité l’Île des Morts et l’Île des Ruines. Ils font, eux aussi, leur apparition dans Phantom Hourglass.
- Les Moblins sont de grosses créatures très stupides qui se sont ralliées à Ganon. Elles se noient très facilement et peuvent servir de projectiles aux Géants
- Les Bulblins sont des êtres verts très stupides, également, dont le chef, Le Roi Bulblin, est plus gros que la normale. Ils chevauchent des sangliers et se rallient aux plus forts. Ils apparaissent dans Twilight Princess
- Les Minish sont de minuscules créatures ressemblant à des rongeurs avec des longues oreilles « hyliennes » et une queue d’oiseau qui, selon les légendes des Hyliens, ont sauvé la Terre il y a très longtemps et ont la particularité d’apparaître seulement aux enfants croyant à leur légende. Ils apparaissent dans The Minish Cap. Exemple : Exelo, Genta, Melta, Bookta.
- Les Célestiens habitent la cité Célestia qui se situe dans les cieux. Les Célestiens sont de petits êtres ayant l’apparence d’un gallinacé, dont la tête humanoïde serait dépossédée de ses plumes. Ceux-là font leur apparition dans Twilight Princess. Exemple : Baba et son fils.
- Les Skull Kids, des enfants sans visage, vivent dans les Bois Perdus. La légende raconte que ce sont des enfants qui se sont égarés dans les Bois Perdus. Ils peuvent être amicaux ou hostiles. Exemple : Skull Kid (l’ennemi principal de Majora's Mask).
- Les Garos sont des âmes fantomatiques et secrètes, ennemies du royaume d’Ikana (Majora's Mask).
- Les Subrosiens sont des créatures encapuchonnées vivant à Subrosia, une cité entourée de lave, où se tient également le temple des saisons (Oracle of Seasons). Il existe une danse très célèbre où l’on peut gagner des objets, et une soupe de lave, très appréciée des Subrosiens.
- Les Tikwis sont une espèce mi-animale, mi-végétale, qui possède sur leur dos un bourgeon qui leur permet de se confondre avec une touffe d’herbe et d’échapper aux ennemis. Ils peuplent la forêt de Firone dans Skyward Sword. Exemple : Lorion.
- Les Mogmas sont une race ressemblant à des taupes, et creusant des souterrains au niveau du volcan d’Ordinn dans Skyward Sword. Ils sont des chasseurs de trésors et aident Link à surmonter certaines épreuves.
- Les Tokays sont des créatures amicales en forme de lézard qui sont sur leurs pattes arrière et qui vivent sur l’île du Croissant dans Oracle of Ages.
- Le Peuple du Crépuscule (ou Twilis en anglais) est un peuple qui a été banni du monde de la Lumière en essayant de s’en emparer. Ils ont été expulsés dans un monde complètement opposé à celui de la Lumière, le Crépuscule. Midona et Xanto font partie de ce peuple (Twilight Princess).
- Les Fées sont présentes dans presque la totalité des jeux. Elles peuvent avoir une apparence humaine, parfois avec quatre bras (Grandes fées), mais les plus connues ont la forme d’une petite boule lumineuse dotée de quatre ailes. Elles peuvent servir de guide ou soigner intégralement Link, voire le ressusciter. Exemple : Navi, Ciela, Taya. À Hyrule, il n'existe que des fées femelles. La seule fée mâle connue de la série est Tael, qui provient du monde parallèle de Termina (Majora's Mask).
- Les Célestriers sont de très grands oiseaux, semblables aux bec-en-sabot, très colorés et intelligents qui servent de monture aux Hyliens dans Skyward Sword.C'est l'emblème du bouclier Hylien qui est représenté en rouge (tiré du livre Hyrule Historia). Il existe des Célestriers vermeils qui sont très rares et dont l'un sert de monture à Link dans Skyward Sword.
- Les Poiscoms ressemblent à des mérous, ils peignent des cartes marines en échange d’un peu de nourriture dans The Wind Waker.
- Les Loriens sont un peuple vivant en miroir par rapport aux personnages de Hyrule. Lorule est une dimension parallèle de Hyrule, possédant ses propres donjons, son château, son Link (Lavio) et sa princesse Zelda (Hilda). Ils apparaissent dans A Link Between Worlds.
- Les Cocottes, l’un des symboles de la série, sont des poules élevées comme animaux de compagnie et pour leurs œufs par de nombreux peuples et caractérisées par leur agressivité si elles sont trop taquinées.
- Les Paraduses sont des invertébrés aquatiques résidant dans le lac Faroria et des serviteurs du Dragon d'eau et dont la tête a la forme d'un corail complexe qui peut servir de clé. Ils apparaissent dans Skyward Sword.

### Ennemis

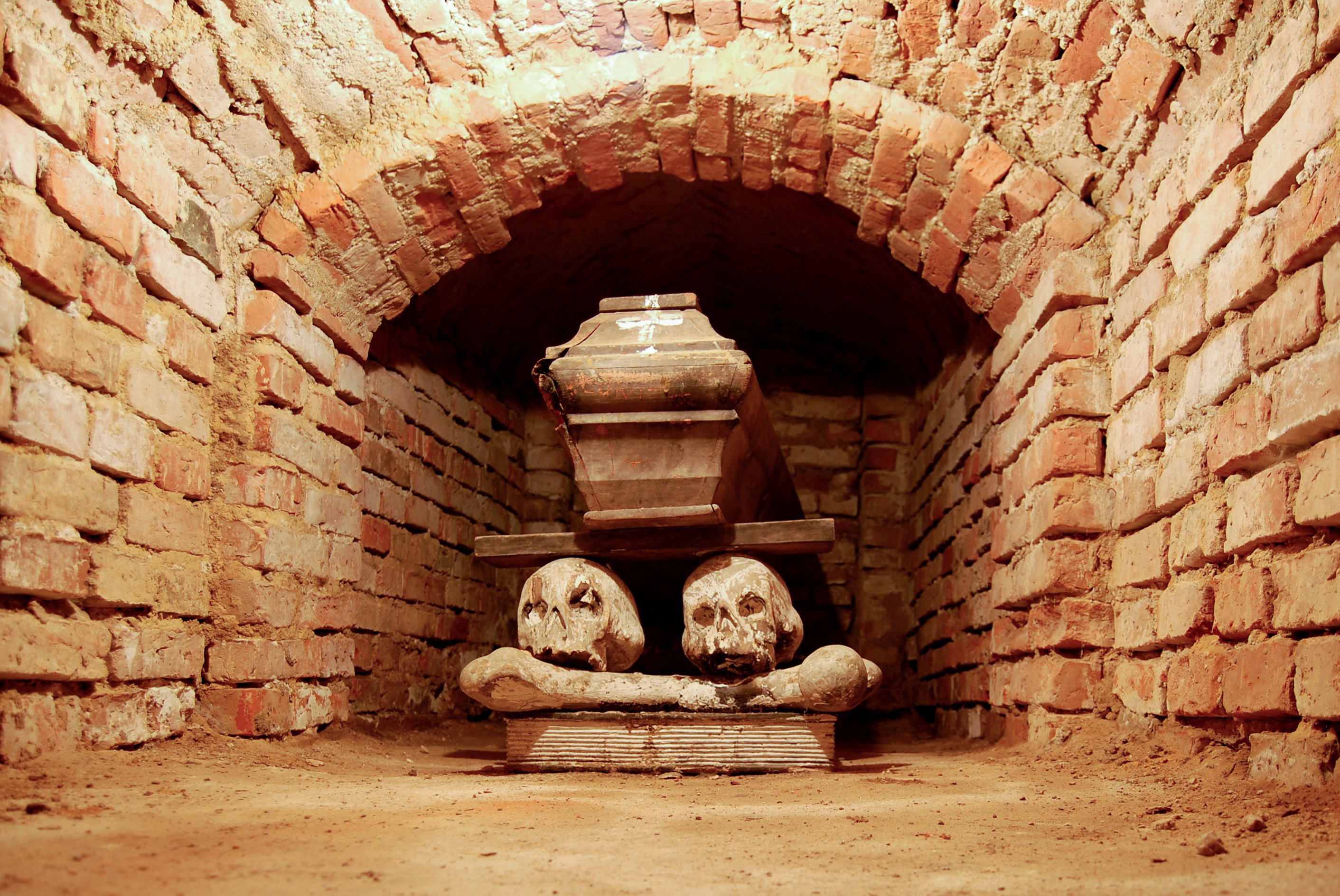
Crypte en Pologne, endroit semblable visible dans les donjons.

L’ennemi récurrent de Link est Ganon, ou Ganondorf dans sa version humaine, l’être du mal qui veut s’emparer de la Triforce. Ganon apparaît dans ces épisodes : The Legend of Zelda, A Link To The Past, Ocarina of Time, Oracle of Seasons, A Link Between Worlds, Oracle of Ages, The Wind Waker, Twilight Princess, Breath of the Wild et Tears of the Kingdom. Dans The Adventure of Link, seule son ombre apparaît avec un rire maléfique lorsque Link perd toutes ses vies.
Link affronte parfois sa propre ombre, Dark Link ou Link noir.
Il existe de nombreux ennemis dans la série. Certains, comme les Blobs ou gelées chuchus qui sont de différentes couleurs, des sortes de créatures visqueuses, ou les Octorocks, des poulpes cracheurs de pierres, sont apparus dans presque tous les épisodes. Ils ont parfois une capacité obligeant le joueur à les tuer d'une certaine façon : ainsi, les Skull Knight, (A Link to the Past) s’ils ne sont pas tués avec une bombe, se régénèrent ou les Stalfos (Ocarina of Time), lorsqu’ils combattent en duo, ne peuvent être vaincus si le joueur n’est pas rapide (le premier abattu est ressuscité si le second n’est pas défait dans les temps) ou une capacité handicapant le joueur : les Like Like peuvent voler le bouclier de Link (ou ses rubis) et les Effrois et les Gibdos peuvent le paralyser durant quelques secondes.
Durant l’exploration des donjons, on trouvera des « sous-boss » (Darknut ou Hache-Viande, par exemple) gardant des objets utiles ou des lieux importants ; puis des « boss » (gardant prisonniers des esprits, des objets indispensables ou des sages dans Ocarina of Time, ou même ayant lancé une malédiction sur des personnes ou des villages).

### Lieux

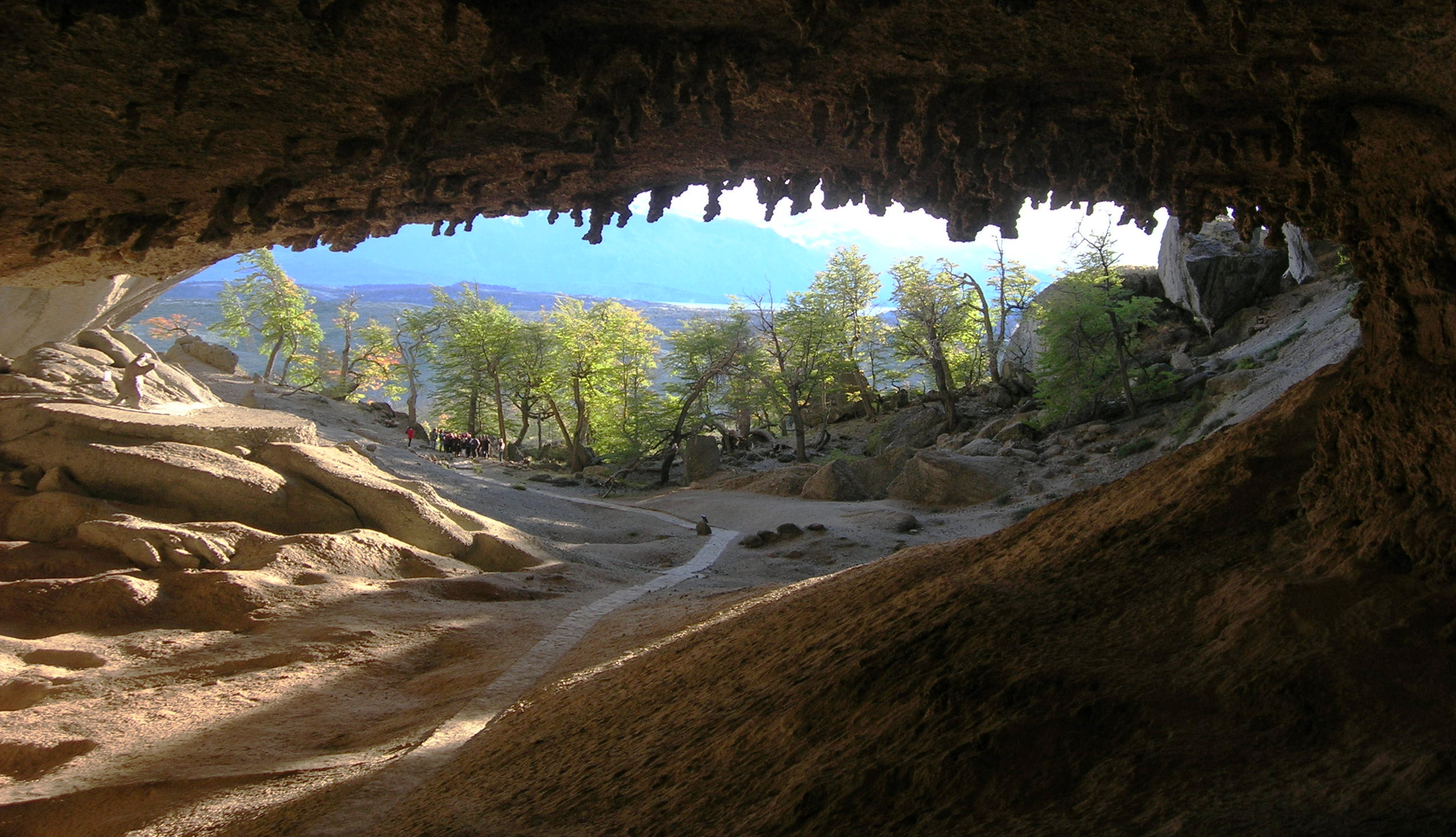
Caverne Milodon au Chili, environnement semblable visible dans la plaine d’Hyrule.

Le monde du jeu se nomme Hyrule. Hyrule est un royaume qui connaît différents climats et types de terrains. Les différents milieux sont généralement aquatique, sylvestre, montagnard et volcanique. Il y a, au minimum, un village et une ville. Certains lieux sont récurrents dans la série comme le lac Hylia, les Bois perdus, le village Cocorico, la plaine d’Hyrule ou la montagne de la mort (ou mont du péril).
Mais parfois, cela diffère : dans Link's Awakening, l'action se déroule sur l'île de Cocolint; dans Majora's Mask, l’aventure se déroule dans un monde parallèle à Hyrule: Termina. Dans A Link to the Past, on passe de Hyrule à un autre monde parallèle : le Monde des Ténèbres. Les jeux Phantom Hourglass et The Wind Waker se déroulent dans de vastes océans emplis d’îles différentes les unes des autres (on apprend finalement durant The Wind Waker qu’il s’agit en fait d’Hyrule englouti par les eaux). Il existe aussi Holodrum dans Oracle of Seasons et Labrynna dans Oracle of Ages. On retrouve un monde semblable au Monde des Ténèbres dans Twilight Princess : le Monde du Crépuscule. Dans Skyward Sword, l’aventure se déroule principalement à Célesbourg, un monde perché au-dessus de la barrière de nuages (plusieurs mini-îles sont en suspension autour de Célesbourg), mais une partie de l’aventure se passe aussi sur Terre (exemple : La Forêt de Firone), en dessous de la barrière de nuages dans ce qui deviendra le royaume d'Hyrule.
Dans Tears of The Kingdom, aux régions de Breath of The Wild s'ajoutent non seulement des cavernes (qui viennent approfondir la carte de l'opus précédent), le ciel d'Hyrule (un archipel d'îles flottantes), mais également les profondeurs d'Hyrule (un monde souterrain plongé dans le noir, au relief inversé par rapport à la surface d'Hyrule).

## Historique commercial

### Série principale
| 1986 | The Legend of Zelda             |
| 1987 | The Adventure of Link.          |
| 1988 |                                 |
| 1989 |                                 |
| 1990 |                                 |
| 1991 | A Link to the Past              |
| 1992 |                                 |
| 1993 | Link's Awakening                |
| 1994 |                                 |
| 1995 |                                 |
| 1996 |                                 |
| 1997 |                                 |
| 1998 | Ocarina of Time                 |
| 1998 | Link's Awakening DX             |
| 1999 |                                 |
| 2000 | Majora's Mask                   |
| 2001 | Oracle of Seasons               |
| 2001 | Oracle of Ages                  |
| 2002 | Four Swords                     |
| 2002 | Ocarina of Time / Master Quest  |
| 2003 | The Wind Waker                  |
| 2003 | Collector's Edition             |
| 2004 | The Minish Cap                  |
| 2004 | Four Swords Adventures          |
| 2005 |                                 |
| 2006 | Twilight Princess               |
| 2007 | Phantom Hourglass               |
| 2008 |                                 |
| 2009 | Spirit Tracks                   |
| 2010 |                                 |
| 2011 | Skyward Sword                   |
| 2011 | Ocarina of Time 3D              |
| 2011 | Four Swords Anniversary Edition |
| 2012 |                                 |
| 2013 | A Link Between Worlds           |
| 2013 | The Wind Waker HD               |
| 2014 |                                 |
| 2015 | Tri Force Heroes                |
| 2015 | Majora's Mask 3D                |
| 2016 | Twilight Princess HD            |
| 2017 | Breath of the Wild              |
| 2018 |                                 |
| 2019 | Link's Awakening                |
| 2020 |                                 |
| 2021 | Skyward Sword HD                |
| 2022 |                                 |
| 2023 | Tears of the Kingdom            |
| 2024 | Echoes of Wisdom                |

- Série principale
- Remake, remaster
- Compilation
- À venir

#### Années 1980

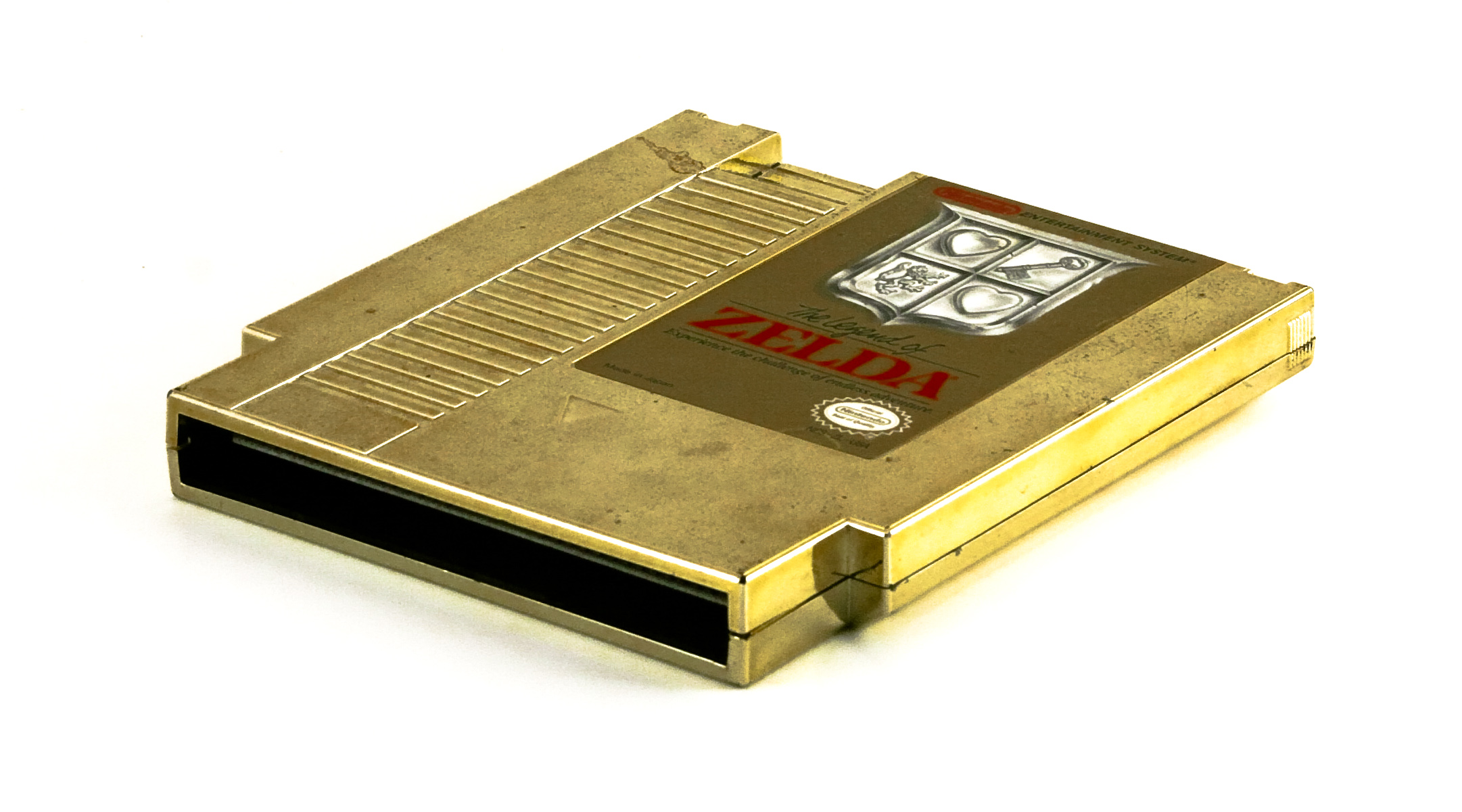
Cartouche du jeu The Legend of Zelda.

Le premier jeu, The Legend of Zelda, est tout d’abord sorti au Japon en 1986 sur Famicom Disk System, puis en Amérique du Nord et en Europe sur NES en 1987. Il s’est vendu à 6,51 millions d’exemplaires. Bien que relativement simple par rapport aux standards actuels, il était assez en avance pour son temps. Certaines de ses innovations sont la possibilité d’employer de nombreux objets différents, la présence d’un vaste monde empli de secrets à découvrir, et un système de sauvegarde inséré dans la cartouche et alimenté par batterie. Le jeu comporte également une « seconde quête », accessible après la fin d’une première partie, où les donjons et l’emplacement des objets sont différents et les ennemis plus forts. Hormis les innovations techniques du jeu, le gameplay (trouver des objets et les utiliser pour résoudre des énigmes, combattre des monstres en temps réel, et explorer un vaste environnement) est un mélange réussi et fut largement copié. Le jeu était extrêmement populaire et beaucoup le considèrent comme un des jeux vidéo parmi les plus importants jamais produits,. Une version modifiée connue sous le nom de BS Zelda a été éditée pour l'extension de la Super Famicom, le Satellaview, au milieu des années 1990 et seulement au Japon. BS Zelda a à nouveau été édité pour le Satellaview un an plus tard avec des donjons et un monde réarrangés (plus ou moins une « seconde quête »). Cette réédition est baptisée BS Zelda ~MAP 2~.
Le deuxième jeu, Zelda II : The Adventure of Link, a été édité en 1987 au Japon et en 1988 en Amérique du Nord et en Europe sur NES. Il s’est vendu à 4,38 millions d’exemplaires. La vue est passée de haut à une vue de profil et a inclus des éléments de RPG non présents dans les autres épisodes de la série. C’est également le seul Zelda, The Legend of Zelda: Four Swords Adventures mis à part, où Link ne rassemble pas des rubis. C’est le premier Zelda à proposer l’utilisation de la magie, et il accorde une place importante, contrairement à son prédécesseur, aux interactions avec les personnages non-joueurs. Ce jeu et son prédécesseur étaient hors du commun grâce à leurs cartouches dorées, qui sont en marge des habituelles cartouches grises de la console. Ils ont été réédités dans les dernières années de la NES sous forme de cartouches grises qui se révèlent aujourd’hui être plus difficiles à trouver que les cartouches dorées.

#### Années 1990
Quatre ans plus tard, en 1991, The Legend of Zelda: A Link to the Past sort au Japon sur Super Famicom, et en 1992 en Amérique du Nord et en Europe. Il se vend à 4 610 000 exemplaires sur Super Nintendo, et à 1 890 000 exemplaires sur Game Boy Advance. Il revient à une vue de dessus et est le premier de la série à proposer le concept d’une dimension parallèle à explorer, une terre appelée « monde des Ténèbres ». Il est réédité sur Game Boy Advance en 2002 en Amérique du Nord et en 2003 dans le reste du monde, accompagné de Four Swords, le premier Zelda multijoueur, puis sur la console virtuelle de la Wii en 2007. En outre, ce jeu (inchangé, seulement converti dans un format téléchargeable) et une suite exclusive (qui utilise le même moteur de jeu) nommée BS Zelda no densetsu: Kodai no sekiban sont proposés sur le Satellaview au Japon.
Le jeu suivant, The Legend of Zelda: Link's Awakening, sort en 1993. Il est le premier jeu de la série sur la console portable de Nintendo, la Game Boy, ainsi que le premier à se dérouler hors du royaume d’Hyrule et à ne pas mettre en scène la princesse Zelda. Il est réédité sur Game Boy Color en 1998 sous le nom de Link's Awakening DX avec quelques bonus par rapport à la version originale, notamment un donjon basé sur la couleur et un magasin de photo qui permet une interaction avec le Game Boy Printer. Cette version portable se vend à 2 200 000 exemplaires.
La série prend le tournant de la 3D avec The Legend of Zelda: Ocarina of Time en 1998, sur Nintendo 64. Ce jeu, tout d’abord connu sous le nom de Zelda 64, retient l’essentiel du gameplay des épisodes 2D et devient un des jeux ayant eu le plus de succès, autant en termes de ventes que de critiques. Il est considéré par beaucoup comme le meilleur jeu vidéo de tous les temps, et reçoit la note maximale dans plusieurs magazines spécialisés, notamment le premier 40/40 de Famitsu. En 2006, Nintendo Power le considère comme le meilleur jeu paru sur une console Nintendo. Les innovations incluent l’utilisation du lock, une nouvelle mécanique de gameplay qui verrouille la caméra sur une cible proche et modifie les actions du joueur par rapport à cette cible. Ce lock permet des combats à l’épée dans un espace 3D. Comme ses prédécesseurs, Ocarina of Time existe sur une cartouche dorée collector (disponible principalement à ceux qui ont précommande le jeu) ainsi que sur une plus traditionnelle cartouche grise.
Ocarina of Time est réédité sur GameCube en 2002, il est alors offert comme incitation à réserver The Wind Waker, puis vendu avec celui-ci dans son Edition Limitée. Le mini DVD inclut également Ocarina of Time: Master Quest, guère différent de l'original dans sa trame principale. La différence réelle se situe dans la conception des donjons, qui voient leur difficulté accrue par un remaniement complet des énigmes, du niveau de difficulté et du franchissement des différentes pièces, la présence d'ennemis plus nombreux et placés différemment. Cette version (de même que Majora's Mask) recycle des éléments d'Ura Zelda (titre japonais), jeu à l'époque en développement pour sortir sur 64DD mais jamais commercialisé. Ocarina of Time est présent dans la compilation The Legend of Zelda : Collector's Edition sorti sur GameCube en 2003. Il est maintenant disponible sur la console virtuelle de la Wii jusqu'en 2019, et sur celle de la Wii U. En 2011, il fait l'objet d'un remake sur 3DS, Ocarina of Time 3D.

#### Années 2000

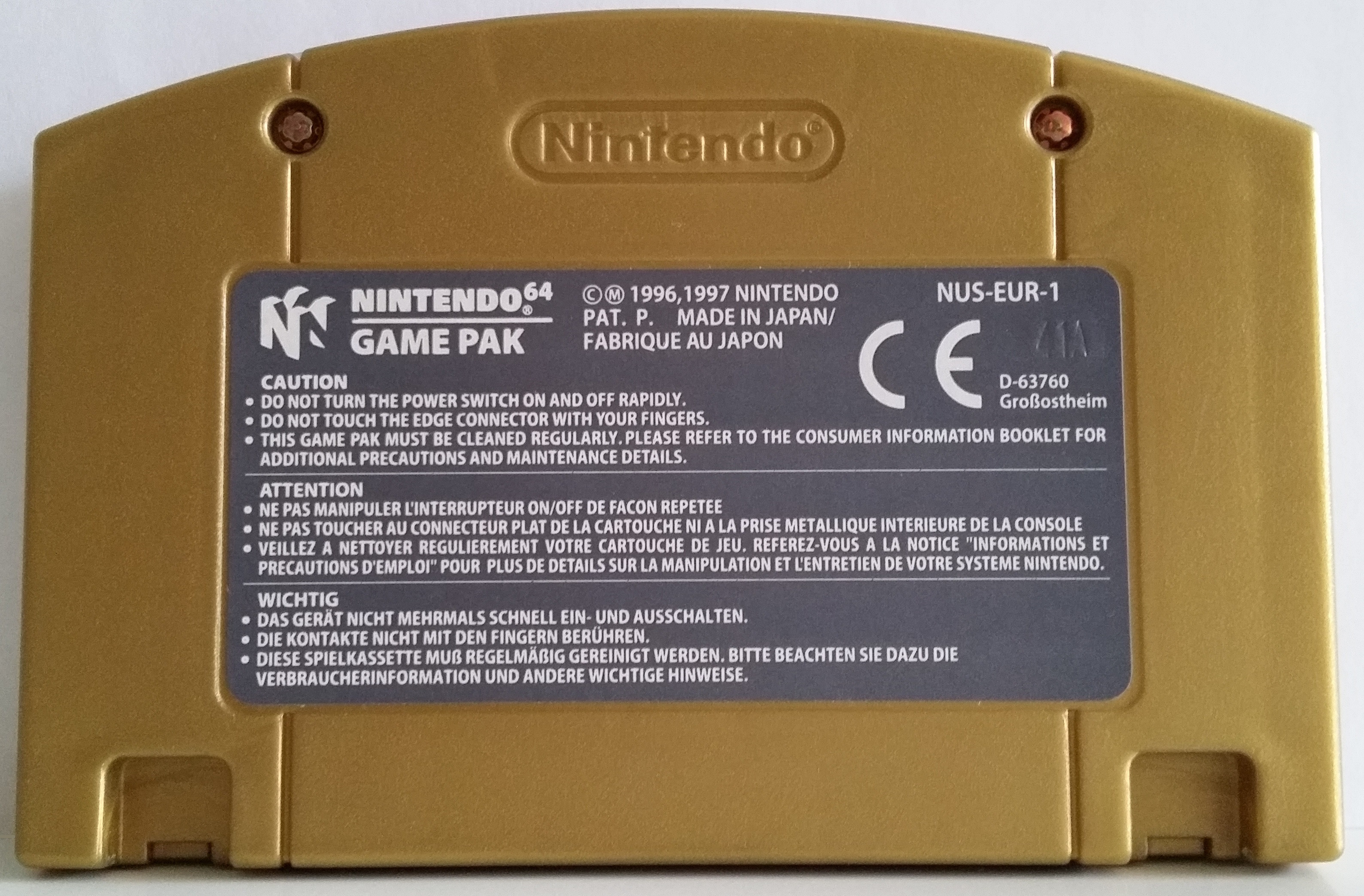
Cartouche du jeu The Legend of Zelda: Majora's Mask.

Le titre suivant, The Legend of Zelda: Majora's Mask, est sorti en 2000 sur Nintendo 64. Il utilise le même moteur de jeu qu’Ocarina of Time mais ajoute un nouveau concept basé sur le temps, conduisant à des réactions quelque peu mitigées de la part des fans de la série. Le gameplay a changé considérablement : en plus d’une forme de limite temporelle, Link peut utiliser des masques pour se transformer en différentes créatures aux compétences exclusives. Link dispose de soixante-douze heures pour empêcher une terrifiante lune de s’écraser sur Termina, le monde où se situe l’action. Plus les heures passent, plus l’ambiance préapocalyptique se renforce. Toutes les copies de Majora's Mask sont des cartouches dorées. Il nécessitait l'Expansion Pak pour pouvoir fonctionner. Il est réédité sur 3DS en 2015, accompagné d'une version dorée de la console à l'effigie du Masque de Majora, sur laquelle il est préchargé.
Les deux jeux suivants, The Legend of Zelda: Oracle of Ages et The Legend of Zelda: Oracle of Seasons, ont été publiés simultanément pour la Game Boy Color en 2001. Ils se sont vendus à 3,96 millions d’exemplaires chacun. Ils interagissent en utilisant des mots de passe ou un câble Link. Après avoir fini un des jeux, le joueur reçoit un mot de passe qui permet de jouer à l’autre jeu comme s’il s’agissait d’une suite. Ils ont été développés par Capcom en coopération avec Nintendo, et avec la supervision de Miyamoto. Une trilogie était tout d’abord prévue appelée Triforce Series. Le système de mot de passe reliant les trois jeux étant trop contraignant, Miyamoto suggéra de réduire le nombre à deux jeux. Les deux jeux devinrent Oracle of Ages, plus basé sur les énigmes, et Oracle of Seasons, plus orienté action.
Quand, le 24 août 2000, Nintendo révèle la GameCube un jour avant le Nintendo's SpaceWorld 2000, une vidéo de démonstration des capacités de la console montre un duel réaliste et en temps réel entre Ganon et Link. Les fans et les médias supposent que le combat fait partie d’un Zelda en développement.
Au Nintendo Space World de 2001, Nintendo annonce un Zelda en cel-shading, qui deviendra plus tard The Legend of Zelda: The Wind Waker, que Miyamoto dit être « un Zelda s’étendant à tous les âges ». Les médias annoncèrent que Zelda se tournait vers un public plus jeune, à la surprise de Miyamoto. The Wind Waker est sorti en 2002 au Japon et en 2003 en Amérique du Nord et en Europe sur GameCube. Il s’est vendu à 3,07 millions d’exemplaires. L’Hyrule des anciens jeux a été engloutie par les flots. Le gameplay se centre sur le contrôle du vent à l’aide de la « baguette du vent » (The Wind Waker), et sur l’utilisation d’un petit bateau autour d’un immense monde-océan parsemé d’îles.
The Legend of Zelda: Four Swords Adventures sort sur GameCube en 2004 au Japon et en Amérique, et en 2005 en Europe. Basé sur le jeu Game Boy Advance The Legend of Zelda: A Link to the Past / Four Swords, Four Swords Adventures est lui aussi différent des autres Zelda, il est multijoueur. Le jeu contient vingt-quatre niveaux différents. Chaque joueur doit utiliser une Game Boy Advance reliée à la GameCube via un câble spécifique. Bien qu’il se concentre sur le multijoueur, le jeu comporte également une campagne solo, dans laquelle l’utilisation d’une Game Boy Advance est facultative. Bien qu’il tourne sur GameCube, Four Swords Adventures est un jeu en 2D comme Four Swords.
The Legend of Zelda: The Minish Cap sort en 2004 au Japon et en Europe, et en 2005 en Amérique du Nord. Grâce à un bonnet magique nommé Exelo, Link peut changer de taille. Bien que minuscule, Link peut explorer les pièces des donjons sous une nouvelle perspective, pénétrer dans de nouveaux lieux en passant par des endroits impraticables autrement, et rencontrer un peuple minuscule : les Minishs. Le changement de taille est le concept central de ce Zelda.
En 2006, The Legend of Zelda: Twilight Princess est le premier Zelda sur Wii, il sort quelque temps plus tard sur GameCube, la console qui devait à l’origine être la seule à l’accueillir. Sur Wii, il s’enrichit de la capacité de la console à reconnaître les mouvements. Le jeu prend le parti du réalisme, un réalisme qui va au-delà de la démo du Space World en 2001. Il raconte la lutte d’un Link plus mature qui doit libérer Hyrule du monde du crépuscule qui envahit peu à peu le royaume. Lorsqu’il entre dans ce monde, Link est transformé en loup, et le gameplay change radicalement.
The Legend of Zelda: Phantom Hourglass, sorti en 2007 sur DS, auparavant connu comme « Zelda DS » devait être, selon la rumeur, un nouveau Four Swords, ce qui fut démenti par Nintendo. La Game Developers Conference de 2006 fut l’occasion pour Nintendo de présenter Phantom Hourglass dans un trailer qui révéla que le jeu avait été optimisé pour les fonctionnalités de la DS (le jeu est entièrement jouable au stylet), en utilisant le style cel-shading de The Wind Waker. À l’E3 2006, Nintendo confirma son statut de suite directe de The Wind Waker. Phantom Hourglass possède un mode multijoueur online, ce qui est une première dans la série. Link, accompagné d’une fée appelée Ciela, doit sauver les trois esprits pour sauver Tetra du navire fantôme. Dans sa quête, il trouve le Sablier Fantôme (cet objet lui confère une protection limitée dans le temps et ne peut être utilisé que dans certains temples).
The Legend of Zelda: Spirit Tracks, sorti en 2009 au Japon, reprend les graphismes et certains points de gameplay de Phantom Hourglass. L’histoire se situe un siècle après ce dernier, et Link abandonne le bateau au profit du train qui est un élément essentiel du jeu. L’aide d’un spectre contrôlable grâce au stylet est également indispensable à Link pour résoudre certaines énigmes. Bien que reprenant les caractéristiques de son prédécesseur, Spirit Tracks s’enrichit de plusieurs grandes nouveautés, dévoilées au fur et à mesure par Nintendo.

#### Années 2010

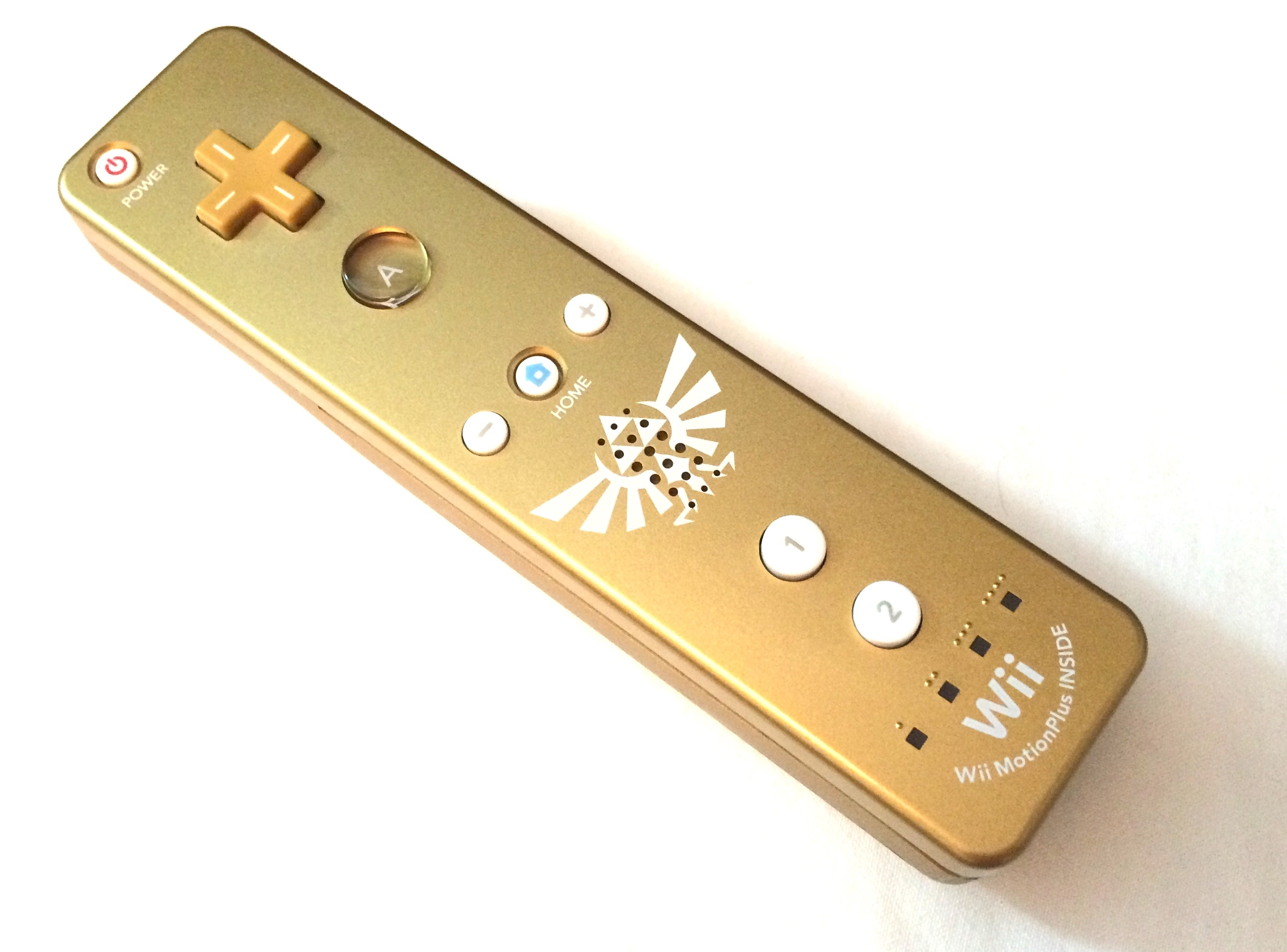
Manette vendue avec The Legend of Zelda: Skyward Sword.

Lors d’une conférence privée à l’E3 2009 avec Shigeru Miyamoto, ce dernier a confirmé les dires d’un officiel de Nintendo France un an auparavant, selon qui le prochain Zelda serait en cours de développement pour la Wii. Un artwork, représentant Link sans son épée dos-à-dos avec un être féminin inconnu, a été montré pour l’occasion,.
Le jeu a été présenté plus en détail lors de l’E3 2010 sous la forme de vidéos et d’une démo jouable. Ce nouvel opus de la série, intitulé The Legend of Zelda: Skyward Sword, semble être graphiquement à mi-chemin entre The Legend of Zelda: Twilight Princess et The Legend of Zelda: The Wind Waker : le personnage de Link ressemble beaucoup au héros de Twilight Princess, mais Nintendo a choisi d’adopter un style graphique proche du cel-shading à l’image de The Wind Waker. Toutefois, selon Eiji Aonuma, ce n’est pourtant pas la technique du cel-shading qui est employée. Avec ce Zelda, Nintendo abandonne donc le style réaliste de l’opus précédent, et crée un univers très coloré que l’on peut penser plus proche des titres en 2D de la série.
Un des aspects totalement novateur de The Legend of Zelda: Skyward Sword se situe dans l’emploi du Wiimotion Plus qui, améliorant la précision de la télécommande Wii, offre au joueur la possibilité de contrôler totalement l’épée de Link, ses mouvements étant exactement retranscrits dans le jeu. Il s’agit d’une avancée majeure pour la série, le système de combat ayant en effet très peu évolué depuis le premier jeu Zelda en 3D, The Legend of Zelda: Ocarina of Time. Il n’est plus possible d’asséner n’importe quelle attaque aux ennemis : ils ont la possibilité de parer les coups, et seule une attaque ciblée sur une zone non protégée de leur corps permet de les battre. Les développeurs ont également affirmé travailler sur la difficulté du jeu, critiquée par beaucoup de joueurs selon qui les Zelda se révèlent de plus en plus simple au fil des épisodes[réf. nécessaire]. Nintendo est cependant resté très sibyllin, se contentant de dire que le jeu serait facile pour ceux qui le souhaitent, et plus difficile pour les autres. Le jeu est sorti en novembre 2011 au Japon, en Amérique du Nord et en Europe.
En novembre 2011, Eiji Aonuma affirme la création d’un nouvel épisode sur Nintendo 3DS. Ce jeu n’est ni une suite des précédents jeux sortis sur DS ni un remake comme Ocarina of Time 3D. Le jeu, annoncé le 17 avril 2013 lors d’un Nintendo Direct, s’intitule The Legend of Zelda: A Link Between Worlds et est une suite spirituelle de A Link to the Past dont il reprend l’univers avec cependant de nouveaux donjons. Le jeu est sorti en novembre 2013 en Amérique du Nord et en Europe puis en décembre 2013 au Japon.
En juin 2011, la création d’un épisode Wii U inédit est annoncée par Shigeru Miyamoto. Le développement aurait commencé fin 2010, et les premières informations à son sujet sont diffusées lors d’un Nintendo Direct en janvier 2013. Les premières images du jeu sont dévoilées lors de l’E3 2014. Celui-ci se présente comme un jeu en monde ouvert plus vaste que les précédents épisodes et disposant d’une plus grande liberté d’action. Il est présenté lors de l'E3 2016 sous le nom de The Legend of Zelda: Breath of the Wild. Le jeu sort finalement le 3 mars 2017, en simultané sur Wii U et sur Nintendo Switch.
Lors de l’E3 2015, Nintendo annonce The Legend of Zelda: Tri Force Heroes, un jeu Nintendo 3DS axé sur le multijoueur. Le jeu sort en octobre 2015.
Lors de l’E3 2019, Nintendo annonce le développement d'une suite à The Legend of Zelda: Breath of the Wild.

#### Années 2020
En 2021, la licence Zelda fête ses 35 ans. Pour l'occasion, Nintendo sort une version remastérisée de Skyward Sword sur Nintendo Switch. Une nouvelle bande-annonce de la suite de The Legend of Zelda: Breath of the Wild ainsi qu'une date de sortie pour l'année 2022 sont dévoilés durant l'E3 2021. Toutefois, le 29 mars 2022, Eiji Aonuma annonce par le biais d'une vidéo que la sortie du jeu est reportée au printemps 2023. Le 13 septembre 2022, Nintendo présente une nouvelle bande-annonce dévoilant le nom du jeu, The Legend of Zelda: Tears of the Kingdom, et une sortie pour le 12 mai 2023.
Le 18 juin 2024, The Legend of Zelda: Echoes of Wisdom est annoncé pour le 26 septembre 2024 sur Nintendo Switch, et propose d'incarner la princesse Zelda.

### Versions collectors

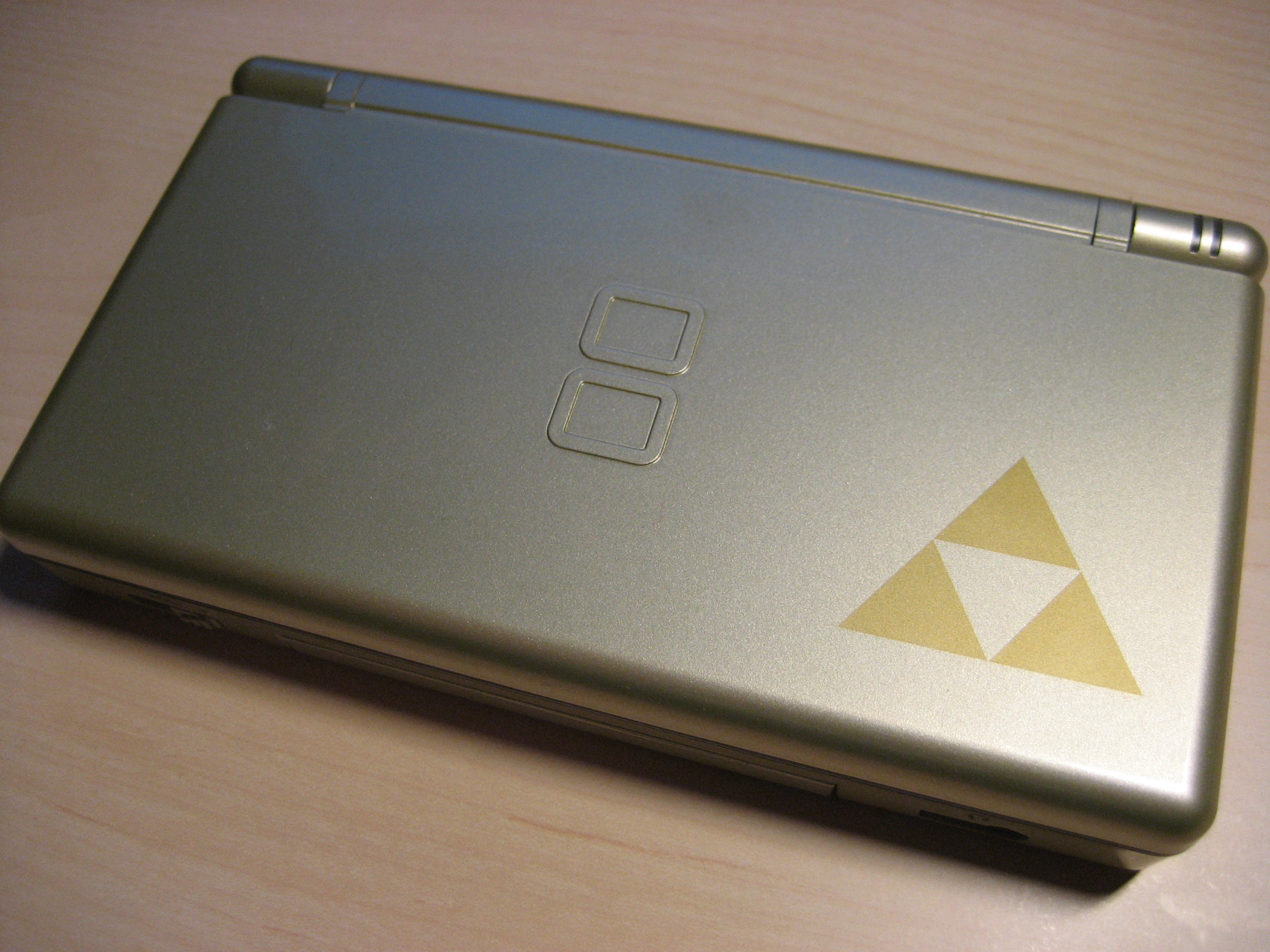
Une Nintendo DS Lite dorée.

Tous les jeux de la série développés par Nintendo existent en version dorée, c’est d’ailleurs la version de base pour le premier jeu, The Legend of Zelda. Les cartouches dorées de Ocarina of Time sont extrêmement rares. Nintendo a aussi publié en 2003 The Legend of Zelda Collector's Edition qui a été fourni pendant quelque temps exclusivement avec certaines GameCube vendues durant cette période. Ce disque comporte quatre jeu : The Legend of Zelda, Zelda 2 The Adventure Of Link, Ocarina of Time, Majora's Mask ainsi qu'une démo de The Wind Waker. La boîte dorée de The Wind Waker correspond à l’édition collector, qui est accompagnée de Ocarina of Time et Ocarina of Time: Master Quest, et la version Wii de Twilight Princess est la version dorée.
Nintendo a également commercialisé une Gameboy Advance SP dorée ornée du signe de la triforce, ainsi qu’une Nintendo DS et une Nintendo 3DS ayant les mêmes particularités,. Une version dorée de la 3DS illustrée avec le Masque de Majora, sortie à l'occasion de la réédition de Majora's Mask, est également parue en 2015.
Nintendo a aussi commercialisé deux versions collector du jeu The Legend of Zelda: Skyward Sword, la première comprenant le jeu plus un CD audio contenant une grande partie des musiques de Zelda réorchestrées, et la seconde comportant les éléments de la première plus une manette Wii (et l’accessoire Wii MotionPlus intégré) dorée ornée de l’emblème de Zelda.
Pour la sortie de The Legend of Zelda: The Wind Waker HD sur Wii U, une version collector du jeu, contenant une figurine de Ganon, ainsi qu’un pack en version limitée contenant la console et le jeu sont sortis. Le Wii U GamePad livré avec la console est orné de motifs de la triforce.
À l'occasion de la sortie de The Legend of Zelda: Skyward Sword HD en 2021 et des 35 ans de la licence, Nintendo commercialise des manettes Joy-Con aux couleurs du jeu.

### Rééditions et remakes
Nintendo a également sorti de nombreuses rééditions ou remakes des différents épisodes :
- The Legend of Zelda: A Link to the Past / Four Swords, sorti en 2002 (aux États-Unis, 2003 ailleurs) sur Game Boy Advance, propose deux jeux en un : un jeu multijoueur (Four Swords), et une réédition de A Link to the Past avec quelques modifications (effets sonores avec ajout de « cris » numérisés pour Link et une quête annexe avec le filet à papillons) ainsi qu’un nouveau donjon (Le Palais de l’Épée de Quatre), que l’on débloque après avoir fini Four Swords.
- The Legend of Zelda: Link's Awakening DX est une réédition en couleurs de Link's Awakening, sortie en 1998 sur Game Boy Color (au Japon, 1999 ailleurs) et qui inclut un nouveau donjon basé sur les couleurs.
- The Legend of Zelda: Ocarina of Time Master Quest est une réédition de Ocarina of Time avec une difficulté accrue. Ce jeu est sorti en Europe en série limitée, avec l’édition collector de The Wind Waker en 2003 et pouvait aussi être commandé sur le site officiel via un système de points appelés « étoiles ». Master Quest était cependant à l’origine prévu sur l’extension de la Nintendo 64, le 64DD. Il s'agissait à l'origine d'une nouvelle aventure, connue sous le nom de Ura Zelda, qui n'a jamais vu le jour à la suite de l'échec du 64DD. Le titre de Master Quest au Japon est Zeruda no densetsu: Toki no ocarina GC ura.
- Un jeu nommé The Legend of Zelda: Collector's Edition regroupant The Legend of Zelda, The Adventure of Link, Ocarina of Time, Majora's Mask, une démo de The Wind Waker ainsi qu’une vidéo rétrospective de la série Zelda est sorti sur GameCube dans un pack en édition limitée regroupant la console et le jeu Mario Kart : Double Dash!!.
- Les deux premiers Zelda, sortis à l’origine sur NES (The Legend of Zelda et The Adventure of Link) ont été réédités sur Game Boy Advance en 2004.
- The Legend of Zelda: Ocarina of Time 3D est un remake sur Nintendo 3DS de The Legend of Zelda: Ocarina of Time. Le jeu profite entre autres d’effets 3D et d’une refonte graphique.
- The Legend of Zelda: Link's Awakening DX est disponible en téléchargement sur la console virtuelle de la 3DS, tandis qu'un remake intitulé The Legend of Zelda: Link's Awakening sorti sur Nintendo Switch en 2019.
- The Legend of Zelda: Four Swords Anniversary Edition sorti à l’occasion des 25 ans de la série.
- The Legend of Zelda: The Wind Waker HD est un remaster en haute définition sur Wii U de The Legend of Zelda: The Wind Waker. Le jeu profite d’une utilisation du GamePad Wii U.
- Dans le jeu Super Smash Bros. Brawl sur Wii (un jeu de combat reprenant les personnages de nombreux jeux Nintendo tels que Mario, The Legend of Zelda ou Pokémon), il est possible de jouer à des versions d’essai de The Legend of Zelda et Ocarina of Time de quelques minutes. Ces versions d’essai ne sont pas disponibles directement dans le jeu, il est nécessaire d’accomplir diverses actions afin de les débloquer.
- The Legend of Zelda: Majora's Mask 3D est un remake sur Nintendo 3DS de The Legend of Zelda: Majora's Mask.
- The Legend of Zelda: Twilight Princess HD est un remaster en haute définition sur Wii U de The Legend of Zelda: Twilight Princess.
- The Legend of Zelda: Link's Awakening 2019 est un remake sur Nintendo Switch de The Legend of Zelda: Link's Awakening.
- The Legend of Zelda: Skyward Sword HD est un remaster en haute définition sur Nintendo Switch[64] de The Legend of Zelda: Skyward Sword. Pour l'occasion, le jeu a le droit à son propre amiibo, Zelda et son célestrier[65].
- Game & Watch: The Legend of Zelda est une console commémorative à l'occasion du 35e anniversaire de la série. Celle-ci contient les jeux The Legend of Zelda, Zelda II: The Adventure of Link ainsi que The Legend of Zelda: Link's Awakening. Il est également inclus une version du jeu Vermin où l'on incarne Link.
- Des versions Nintendo Switch 2 des jeux The Legend of Zelda: Breath of the Wild, sorti en 2017, et The Legend of Zelda: Tears of the Kingdom, sorti en 2023, sortent le 5 juin 2025 lors du lancement de la console. Elles proposent une amélioration graphique et des ajouts comme une application sur téléphone.

### Consoles virtuelles
Pour ses consoles, Nintendo a permis aux joueurs de jouer à des anciens jeux grâce aux consoles virtuelles disponibles via achats individuels (Wii, 3DS et Wii U) ou en s'abonnant aux offres en ligne (Nintendo Switch et Nintendo Switch 2) permettant d'avoir accès à Internet : 
- Console virtuelle de la Wii : les jeux sont disponibles avec une monnaie nommé « Nintendo Points » disponibles à l’achat par cartes bancaires ou sur le site officiel de Nintendo depuis 2007. Cinq jeux Zelda étaient disponibles, allant de 500 à 1000 points : The Legend of Zelda (NES), Zelda II: The Adventure of Link (NES), The Legend of Zelda: A Link to the Past (SNES), The Legend of Zelda: Ocarina of Time (Nintendo 64) et The Legend of Zelda: Majora's Mask (Nintendo 64).
- Console virtuelle de la 3DS : les jeux sont disponibles à l'achat via le Nintendo eShop de la console. Les jeux disponibles sont The Legend of Zelda (NES), Zelda II: The Adventure of Link (NES), The Legend of Zelda: A Link to the Past (SNES), The Legend of Zelda: Link's Awakening DX (Game Boy Color) et The Legend of Zelda: Oracle of Ages & Seasons (Game Boy Color). Les deux jeux GBA The Legend of Zelda: The Minish Cap et The Legend of Zelda: A Link to the Past / Four Swords sont disponibles gratuitement avec le programme Ambassadeur de la console.
- Console virtuelle de la Wii U : les jeux sont disponibles à l'achat via le Nintendo eShop de la console. Tous les jeux de la saga sur NES, SNES, Nintendo 64 et de la GBA sont disponibles. Deux jeux de la Nintendo DS ont été ajoutés : The Legend of Zelda: Phantom Hourglass et The Legend of Zelda: Spirit Tracks.
- Online de la Switch : avec le Nintendo Switch Online, les joueurs accèdent gratuitement aux catalogue de la NES (The Legend of Zelda, Zelda II: The Adventure of Link), de la SNES (The Legend of Zelda: A Link to the Past) et de la Game Boy / Game Boy Color (The Legend of Zelda: Link's Awakening DX, The Legend of Zelda: Oracle of Ages, The Legend of Zelda: Oracle of Seasons). L'offre Nintendo Switch Online + Pack additionnel donne accès aux catalogues de la Nintendo 64 (The Legend of Zelda: Ocarina of Time, The Legend of Zelda: Majora's Mask) et de la GBA (The Legend of Zelda: The Minish Cap, The Legend of Zelda: A Link to the Past / Four Swords).
- Online de la Switch 2 : elle reprend les offres de la première du nom mais elle ajoute dans le Pack Additionnel l'accès au catalogue de la GameCube avec The Legend of Zelda: The Wind Waker.

### Hors série
| 1989 | Zelda                                     |
| 1989 | The Legend of Zelda                       |
| 1990 |                                           |
| 1991 |                                           |
| 1992 | Kamigami no Triforce                      |
| 1993 | Link: The Faces of Evil                   |
| 1993 | Zelda: The Wand of Gamelon                |
| 1994 |                                           |
| 1995 | Zelda's Adventure                         |
| 1995 | BS Zelda no densetsu                      |
| 1996 |                                           |
| 1997 | Kodai no sekiban                          |
| 1997 | Kamigami no Triforce                      |
| 1998 |                                           |
| 1999 |                                           |
| 2000 |                                           |
| 2001 |                                           |
| 2002 |                                           |
| 2003 |                                           |
| 2004 |                                           |
| 2005 |                                           |
| 2006 | Freshly-Picked Tingle's Rosy Rupeeland    |
| 2007 | Tingle's Balloon Fight                    |
| 2007 | Link's Crossbow Training                  |
| 2008 |                                           |
| 2009 | Dekisugi Tingle Pack                      |
| 2009 | Irozuki Tingle no Koi no Balloon Trip     |
| 2010 |                                           |
| 2011 |                                           |
| 2012 |                                           |
| 2013 |                                           |
| 2014 | Hyrule Warriors                           |
| 2015 |                                           |
| 2016 | My Nintendo Picross: Twilight Princess    |
| 2017 |                                           |
| 2018 |                                           |
| 2019 | Cadence of Hyrule                         |
| 2020 | Hyrule Warriors : L'Ère du Fléau          |
| 2021 |                                           |
| 2022 |                                           |
| 2023 |                                           |
| 2024 |                                           |
| 2025 | Hyrule Warriors : Les Chroniques du sceau |

- Jeu électronique
- Jeu CD-i
- Jeu Satellaview
- Série Tingle
- Wii Zapper
- Crossover
- Picross
- À venir

Trois jeux sont sortis sur le CD-i de Philips. Ce sont les seuls à ne pas avoir été développés sous la tutelle de Nintendo. Au début des années 1990, Nintendo signe un contrat avec Philips afin de développer un lecteur CD-ROM pour la Super Nintendo. En contrepartie, Nintendo accordait à Philips le droit d’utiliser les licences Zelda et Mario sur le CD-i. Ces trois jeux sont réputés très mauvais comparés aux autres œuvres de la série Zelda par la presse, les testeurs indépendants et la communauté des fans de la série, et sont très parodiés pour la mauvaise qualité de leurs cinématiques.
Les épisodes de Zelda qui existent en dehors de la série principale sont :
- Zelda Game & Watch (1989)
- BS Zelda no Densetsu (Satellaview, 1995-1996)
- BS Zelda no Densetsu Kodai no Sekiban (Satellaview, 1997)
- BS The Legend of Zelda: Triforce of the Gods (Satellaview, ?)
- Freshly-Picked Tingle's Rosy Rupeeland (Nintendo DS, 2007)
- Freshly-Picked Tingle's Rosy Rupeeland 2 (Nintendo DS, 2009)
- Link's Crossbow Training (Wii, 2007)
- Link: The Faces of Evil (Philips CD-i, 1993)
- Zelda: The Wand of Gamelon (Philips CD-i, 1993)
- Zelda's Adventure (Philips CD-i, 1995)
- Link apparaît aussi dans tous les épisodes de la série Super Smash Bros., dans l’édition GameCube du jeu Soul Calibur II[69] et dans le DLC 1 de Mario Kart 8.
- Hyrule Warriors, série dérivée mélangeant l’univers de la série avec le système de jeu de Dynasty Warriors[70], sorti sur Wii U, Nintendo 3DS et Nintendo Switch.
- Pour commémorer le lancement du programme de fidélité My Nintendo en mars 2016, Nintendo a publié My Nintendo Picross: The Legend of Zelda: Twilight Princess, un jeu de réflexion Picross développé par Jupiter et téléchargeable la Nintendo 3DS[71].
- Cadence of Hyrule : crossover avec Crypt of the NecroDancer (Nintendo Switch, 2019)
- Hyrule Warriors : L'Ère du Fléau : Second épisode de Hyrule Warriors servant de préquelle alternative à The Legend of Zelda: Breath of the Wild (Nintendo Switch, 2020)
- Hyrule Warriors : Les Chroniques du sceau : Troisième épisode de Hyrule Warriors servant de préquelle à The Legend of Zelda: Tears of the Kingdom (Nintendo Switch 2, 2025)

## Chronologies des épisodes
Pendant plusieurs années, la chronologie entre les différents épisodes de The Legend of Zelda était une question problématique et n’était pas officiellement définie. De l’aveu de Shigeru Miyamoto avant la sortie de The Minish Cap, « Ocarina of Time est la première histoire, puis vient le premier The Legend of Zelda, puis The Adventure of Link, et finalement A Link to the Past. La place de Link's Awakening n’est pas vraiment définie, il pourrait être n’importe où après Ocarina of Time. ». De nombreux fans ont avancé leur explication, plus ou moins logique, en se basant sur les grands faits des jeux jusqu’à leurs moindres détails. Plus le nombre de jeux augmente, plus il devient difficile d’établir une chronologie convenable.
Ainsi, pour certains, tous les Zelda ne seraient que des versions différentes d’un même motif à la manière des contes où l’histoire aurait été transformée au cours du temps. Pour d’autres, il pourrait être établi des « mondes parallèles » où chaque épisode se passe dans un monde différent, un « arc narratif » qui correspond à une chronologie pour une série de jeux bien précise, une « chronologie stricte » où tous les épisodes de la série doivent apparaître sur une seule et unique ligne du temps ou une « scission double de la ligne du temps » où deux univers parallèles apparaissant à partir d’Ocarina of Time.
C’est cette dernière théorie, celle de l’existence de deux univers parallèles, qui a pris de l’importance. Cette théorie prenait sa source à la fin d’Ocarina of Time, où Zelda renvoie Link dans le passé, créant ainsi deux univers parallèles, un où Link redevenu enfant continue son aventure dans Majora's Mask et un univers où Zelda reste seule. Cette théorie a été confirmée par Eiji Aonuma. Quant à Spirit Tracks, il semblait être le jeu de la série le plus avancé chronologiquement (sachant qu’il est la suite directe de Phantom Hourglass, lui-même suite de The Wind Waker). Les jeux Four Swords, Oracle of Ages et Oracle of Seasons avaient eux une place inconnue dans la série.
En décembre 2011, pour souligner le 25e anniversaire de la série, l’éditeur japonais Shōgakukan a édité un livre sur la série intitulé The Legend of Zelda: Hyrule Historia dévoilant ainsi la chronologie officielle des jeux à partir du premier du nom The Legend of Zelda jusqu’à Skyward Sword dans laquelle il existe non pas deux mais trois univers parallèles se formant à la fin d’Ocarina of Time. Outre les univers issus du retour de Link à son époque d'enfance, marqué par l’entrée dans le monde de l’ombre (à partir de Majora's Mask), ou de sa disparition à l’âge adulte, entraînant le nouveau monde (à partir de The Wind Waker), un troisième embranchement de la ligne du temps (à partir de A Link to the Past) implique que Link échoue dans sa quête, engendrant une nouvelle séquence d’événements et le déclin d’Hyrule. En revanche, dans le jeu Skyward Sword, un nouveau voyage dans le temps avec une modification des événements dans le passé apparaît. Cet épisode implique l’apparition d’un paradoxe temporel mais n’est pas représenté sur cette chronologie.
Les nouveaux jeux Zelda en vue isométrique sortis depuis A Link Between Worlds en 2013, se déroulent plusieurs générations après A Link to the Past, et se place dans la chronologie entre l’âge d’or et l’ère du déclin, à savoir entre Link's Awakening et The Legend of Zelda,. Tri Force Heroes se déroule plusieurs années après A Link Between Worlds et fait intervenir le même héros. Les évènements d'Echoes of Wisdom ont lieu à leur tour plusieurs générations après Tri Force Heroes.

L'arc narratif principal de 2017 à aujourd'hui (avec Breath of the Wild, Tears of the Kingdom, Hyrule Warriors : L'Ere du Fléau et Hyrule Warriors : Les Chroniques du Sceau, se déroulant sur trois générations de consoles avec la Wii U, la Switch et la Switch 2, présente une histoire largement indépendante des autres jeux, sans placement précis en fin des trois lignes temporelles. Hyrule Warriors : L'Ere du Fléau n'est pas canonique, réécrivant le passé de Breath of the Wild pour les besoins de son gameplay. 
|  |  |                                                |                                                |                                                |                                                |                                                |                                                | Univers principal La tradition divine et le Héros du Temps |  |                                                                                    |                                                                                    |                                                                                    |                                                                                    |                                                                                    |                                                                                    |                                              |                                              |                                                              |                                                              |                                                              |                                                              |                                                              |                                                              |  |  |  |  |  |  |  |  |  |  |  |  |  |  |
|  |  |                                                |                                                |                                                |                                                |                                                |                                                |                                                            |  |                                                                                    |                                                                                    |                                                                                    |                                                                                    |                                                                                    |                                                                                    |                                              |                                              |                                                              |                                                              |                                                              |                                                              |                                                              |                                                              |  |  |  |  |  |  |  |  |  |  |  |  |  |  |
|  |  |                                                |                                                |                                                |                                                |                                                |                                                | Skyward Sword                                              |  |                                                                                    |                                                                                    |                                                                                    |                                                                                    |                                                                                    |                                                                                    |                                              |                                              |                                                              |                                                              |                                                              |                                                              |                                                              |                                                              |  |  |  |  |  |  |  |  |  |  |  |  |  |  |
|  |  |                                                |                                                |                                                |                                                |                                                |                                                |                                                            |  |                                                                                    |                                                                                    |                                                                                    |                                                                                    |                                                                                    |                                                                                    |                                              |                                              |                                                              |                                                              |                                                              |                                                              |                                                              |                                                              |  |  |  |  |  |  |  |  |  |  |  |  |  |  |
|  |  |                                                |                                                |                                                |                                                |                                                |                                                | The Minish Cap                                             |  |                                                                                    |                                                                                    |                                                                                    |                                                                                    |                                                                                    |                                                                                    |                                              |                                              |                                                              |                                                              |                                                              |                                                              |                                                              |                                                              |  |  |  |  |  |  |  |  |  |  |  |  |  |  |
|  |  |                                                |                                                |                                                |                                                |                                                |                                                |                                                            |  |                                                                                    |                                                                                    |                                                                                    |                                                                                    |                                                                                    |                                                                                    |                                              |                                              |                                                              |                                                              |                                                              |                                                              |                                                              |                                                              |  |  |  |  |  |  |  |  |  |  |  |  |  |  |
|  |  |                                                |                                                |                                                |                                                |                                                |                                                | Four Swords                                                |  |                                                                                    |                                                                                    |                                                                                    |                                                                                    |                                                                                    |                                                                                    |                                              |                                              |                                                              |                                                              |                                                              |                                                              |                                                              |                                                              |  |  |  |  |  |  |  |  |  |  |  |  |  |  |
|  |  |                                                |                                                |                                                |                                                |                                                |                                                |                                                            |  |                                                                                    |                                                                                    |                                                                                    |                                                                                    |                                                                                    |                                                                                    |                                              |                                              |                                                              |                                                              |                                                              |                                                              |                                                              |                                                              |  |  |  |  |  |  |  |  |  |  |  |  |  |  |
|  |  |                                                |                                                |                                                |                                                |                                                |                                                | Ocarina of Time                                            |  |                                                                                    |                                                                                    |                                                                                    |                                                                                    |                                                                                    |                                                                                    |                                              |                                              |                                                              |                                                              |                                                              |                                                              |                                                              |                                                              |  |  |  |  |  |  |  |  |  |  |  |  |  |  |
|  |  |                                                |                                                |                                                |                                                |                                                |                                                |                                                            |  |                                                                                    |                                                                                    |                                                                                    |                                                                                    |                                                                                    |                                                                                    |                                              |                                              |                                                              |                                                              |                                                              |                                                              |                                                              |                                                              |  |  |  |  |  |  |  |  |  |  |  |  |  |  |
|  |  |                                                |                                                |                                                |                                                |                                                |                                                |                                                            |  |                                                                                    |                                                                                    |                                                                                    |                                                                                    |                                                                                    |                                                                                    |                                              |                                              |                                                              |                                                              |                                                              |                                                              |                                                              |                                                              |  |  |  |  |  |  |  |  |  |  |  |  |  |  |
|  |  | Univers parallèle Défaite du Héros du Temps    | Univers parallèle Défaite du Héros du Temps    | Univers parallèle Défaite du Héros du Temps    | Univers parallèle Défaite du Héros du Temps    | Univers parallèle Défaite du Héros du Temps    | Univers parallèle Défaite du Héros du Temps    |                                                            |  |                                                                                    |                                                                                    |                                                                                    |                                                                                    | Univers parallèle Victoire du Héros du Temps                                       | Univers parallèle Victoire du Héros du Temps                                       | Univers parallèle Victoire du Héros du Temps | Univers parallèle Victoire du Héros du Temps | Univers parallèle Victoire du Héros du Temps                 | Univers parallèle Victoire du Héros du Temps                 |                                                              |                                                              |                                                              |                                                              |  |  |  |  |  |  |  |  |  |  |  |  |  |  |
|  |  | Univers parallèle Défaite du Héros du Temps    | Univers parallèle Défaite du Héros du Temps    | Univers parallèle Défaite du Héros du Temps    | Univers parallèle Défaite du Héros du Temps    | Univers parallèle Défaite du Héros du Temps    | Univers parallèle Défaite du Héros du Temps    |                                                            |  |                                                                                    |                                                                                    |                                                                                    |                                                                                    | Univers parallèle Victoire du Héros du Temps                                       | Univers parallèle Victoire du Héros du Temps                                       | Univers parallèle Victoire du Héros du Temps | Univers parallèle Victoire du Héros du Temps | Univers parallèle Victoire du Héros du Temps                 | Univers parallèle Victoire du Héros du Temps                 |                                                              |                                                              |                                                              |                                                              |  |  |  |  |  |  |  |  |  |  |  |  |  |  |
|  |  |                                                |                                                |                                                |                                                |                                                |                                                |                                                            |  |                                                                                    |                                                                                    |                                                                                    |                                                                                    |                                                                                    |                                                                                    |                                              |                                              |                                                              |                                                              |                                                              |                                                              |                                                              |                                                              |  |  |  |  |  |  |  |  |  |  |  |  |  |  |
|  |  | Enfance Le déclin d’Hyrule et le dernier Héros | Enfance Le déclin d’Hyrule et le dernier Héros | Enfance Le déclin d’Hyrule et le dernier Héros | Enfance Le déclin d’Hyrule et le dernier Héros | Enfance Le déclin d’Hyrule et le dernier Héros | Enfance Le déclin d’Hyrule et le dernier Héros |                                                            |  | Enfance Protection du Saint Royaume Le monde de l’ombre et la descendance du Héros | Enfance Protection du Saint Royaume Le monde de l’ombre et la descendance du Héros | Enfance Protection du Saint Royaume Le monde de l’ombre et la descendance du Héros | Enfance Protection du Saint Royaume Le monde de l’ombre et la descendance du Héros | Enfance Protection du Saint Royaume Le monde de l’ombre et la descendance du Héros | Enfance Protection du Saint Royaume Le monde de l’ombre et la descendance du Héros |                                              |                                              | Âge adulte Ganon scellé Le Héros du vent et le nouveau monde | Âge adulte Ganon scellé Le Héros du vent et le nouveau monde | Âge adulte Ganon scellé Le Héros du vent et le nouveau monde | Âge adulte Ganon scellé Le Héros du vent et le nouveau monde | Âge adulte Ganon scellé Le Héros du vent et le nouveau monde | Âge adulte Ganon scellé Le Héros du vent et le nouveau monde |  |  |  |  |  |  |  |  |  |  |  |  |  |  |
|  |  | Enfance Le déclin d’Hyrule et le dernier Héros | Enfance Le déclin d’Hyrule et le dernier Héros | Enfance Le déclin d’Hyrule et le dernier Héros | Enfance Le déclin d’Hyrule et le dernier Héros | Enfance Le déclin d’Hyrule et le dernier Héros | Enfance Le déclin d’Hyrule et le dernier Héros |                                                            |  | Enfance Protection du Saint Royaume Le monde de l’ombre et la descendance du Héros | Enfance Protection du Saint Royaume Le monde de l’ombre et la descendance du Héros | Enfance Protection du Saint Royaume Le monde de l’ombre et la descendance du Héros | Enfance Protection du Saint Royaume Le monde de l’ombre et la descendance du Héros | Enfance Protection du Saint Royaume Le monde de l’ombre et la descendance du Héros | Enfance Protection du Saint Royaume Le monde de l’ombre et la descendance du Héros |                                              |                                              | Âge adulte Ganon scellé Le Héros du vent et le nouveau monde | Âge adulte Ganon scellé Le Héros du vent et le nouveau monde | Âge adulte Ganon scellé Le Héros du vent et le nouveau monde | Âge adulte Ganon scellé Le Héros du vent et le nouveau monde | Âge adulte Ganon scellé Le Héros du vent et le nouveau monde | Âge adulte Ganon scellé Le Héros du vent et le nouveau monde |  |  |  |  |  |  |  |  |  |  |  |  |  |  |
|  |  | A Link to the Past                             | A Link to the Past                             | A Link to the Past                             | A Link to the Past                             | A Link to the Past                             | A Link to the Past                             |                                                            |  | Majora's Mask                                                                      | Majora's Mask                                                                      | Majora's Mask                                                                      | Majora's Mask                                                                      | Majora's Mask                                                                      | Majora's Mask                                                                      |                                              |                                              | The Wind Waker                                               | The Wind Waker                                               | The Wind Waker                                               | The Wind Waker                                               | The Wind Waker                                               | The Wind Waker                                               |  |  |  |  |  |  |  |  |  |  |  |  |  |  |
|  |  | A Link to the Past                             | A Link to the Past                             | A Link to the Past                             | A Link to the Past                             | A Link to the Past                             | A Link to the Past                             |                                                            |  | Majora's Mask                                                                      | Majora's Mask                                                                      | Majora's Mask                                                                      | Majora's Mask                                                                      | Majora's Mask                                                                      | Majora's Mask                                                                      |                                              |                                              | The Wind Waker                                               | The Wind Waker                                               | The Wind Waker                                               | The Wind Waker                                               | The Wind Waker                                               | The Wind Waker                                               |  |  |  |  |  |  |  |  |  |  |  |  |  |  |
|  |  | Link's Awakening                               | Link's Awakening                               | Link's Awakening                               | Link's Awakening                               | Link's Awakening                               | Link's Awakening                               |                                                            |  | Twilight Princess                                                                  | Twilight Princess                                                                  | Twilight Princess                                                                  | Twilight Princess                                                                  | Twilight Princess                                                                  | Twilight Princess                                                                  |                                              |                                              | Phantom Hourglass                                            | Phantom Hourglass                                            | Phantom Hourglass                                            | Phantom Hourglass                                            | Phantom Hourglass                                            | Phantom Hourglass                                            |  |  |  |  |  |  |  |  |  |  |  |  |  |  |
|  |  | Link's Awakening                               | Link's Awakening                               | Link's Awakening                               | Link's Awakening                               | Link's Awakening                               | Link's Awakening                               |                                                            |  | Twilight Princess                                                                  | Twilight Princess                                                                  | Twilight Princess                                                                  | Twilight Princess                                                                  | Twilight Princess                                                                  | Twilight Princess                                                                  |                                              |                                              | Phantom Hourglass                                            | Phantom Hourglass                                            | Phantom Hourglass                                            | Phantom Hourglass                                            | Phantom Hourglass                                            | Phantom Hourglass                                            |  |  |  |  |  |  |  |  |  |  |  |  |  |  |
|  |  | Oracle of Ages et Oracle of Seasons            | Oracle of Ages et Oracle of Seasons            | Oracle of Ages et Oracle of Seasons            | Oracle of Ages et Oracle of Seasons            | Oracle of Ages et Oracle of Seasons            | Oracle of Ages et Oracle of Seasons            |                                                            |  | Four Swords Adventures                                                             | Four Swords Adventures                                                             | Four Swords Adventures                                                             | Four Swords Adventures                                                             | Four Swords Adventures                                                             | Four Swords Adventures                                                             |                                              |                                              | Spirit Tracks                                                | Spirit Tracks                                                | Spirit Tracks                                                | Spirit Tracks                                                | Spirit Tracks                                                | Spirit Tracks                                                |  |  |  |  |  |  |  |  |  |  |  |  |  |  |
|  |  | Oracle of Ages et Oracle of Seasons            | Oracle of Ages et Oracle of Seasons            | Oracle of Ages et Oracle of Seasons            | Oracle of Ages et Oracle of Seasons            | Oracle of Ages et Oracle of Seasons            | Oracle of Ages et Oracle of Seasons            |                                                            |  | Four Swords Adventures                                                             | Four Swords Adventures                                                             | Four Swords Adventures                                                             | Four Swords Adventures                                                             | Four Swords Adventures                                                             | Four Swords Adventures                                                             |                                              |                                              | Spirit Tracks                                                | Spirit Tracks                                                | Spirit Tracks                                                | Spirit Tracks                                                | Spirit Tracks                                                | Spirit Tracks                                                |  |  |  |  |  |  |  |  |  |  |  |  |  |  |
|  |  | A Link Between Worlds                          |                                                |                                                |                                                |                                                |                                                |                                                            |  |                                                                                    |                                                                                    |                                                                                    |                                                                                    |                                                                                    |                                                                                    |                                              |                                              |                                                              |                                                              |                                                              |                                                              |                                                              |                                                              |  |  |  |  |  |  |  |  |  |  |  |  |  |  |
|  |  |                                                |                                                |                                                |                                                |                                                |                                                |                                                            |  |                                                                                    |                                                                                    |                                                                                    |                                                                                    |                                                                                    |                                                                                    |                                              |                                              |                                                              |                                                              |                                                              |                                                              |                                                              |                                                              |  |  |  |  |  |  |  |  |  |  |  |  |  |  |
|  |  | Tri Force Heroes                               |                                                |                                                |                                                |                                                |                                                |                                                            |  |                                                                                    |                                                                                    |                                                                                    |                                                                                    |                                                                                    |                                                                                    |                                              |                                              |                                                              |                                                              |                                                              |                                                              |                                                              |                                                              |  |  |  |  |  |  |  |  |  |  |  |  |  |  |
|  |  |                                                |                                                |                                                |                                                |                                                |                                                |                                                            |  |                                                                                    |                                                                                    |                                                                                    |                                                                                    |                                                                                    |                                                                                    |                                              |                                              |                                                              |                                                              |                                                              |                                                              |                                                              |                                                              |  |  |  |  |  |  |  |  |  |  |  |  |  |  |
|  |  | Echoes of Wisdom                               |                                                |                                                |                                                |                                                |                                                |                                                            |  |                                                                                    |                                                                                    |                                                                                    |                                                                                    |                                                                                    |                                                                                    |                                              |                                              |                                                              |                                                              |                                                              |                                                              |                                                              |                                                              |  |  |  |  |  |  |  |  |  |  |  |  |  |  |
|  |  |                                                |                                                |                                                |                                                |                                                |                                                |                                                            |  |                                                                                    |                                                                                    |                                                                                    |                                                                                    |                                                                                    |                                                                                    |                                              |                                              |                                                              |                                                              |                                                              |                                                              |                                                              |                                                              |  |  |  |  |  |  |  |  |  |  |  |  |  |  |
|  |  | The Legend of Zelda                            |                                                |                                                |                                                |                                                |                                                |                                                            |  |                                                                                    |                                                                                    |                                                                                    |                                                                                    |                                                                                    |                                                                                    |                                              |                                              |                                                              |                                                              |                                                              |                                                              |                                                              |                                                              |  |  |  |  |  |  |  |  |  |  |  |  |  |  |
|  |  |                                                |                                                |                                                |                                                |                                                |                                                |                                                            |  |                                                                                    |                                                                                    |                                                                                    |                                                                                    |                                                                                    |                                                                                    |                                              |                                              |                                                              |                                                              |                                                              |                                                              |                                                              |                                                              |  |  |  |  |  |  |  |  |  |  |  |  |  |  |
|  |  | The Adventure of Link                          |                                                |                                                |                                                |                                                |                                                |                                                            |  |                                                                                    |                                                                                    |                                                                                    |                                                                                    |                                                                                    |                                                                                    |                                              |                                              |                                                              |                                                              |                                                              |                                                              |                                                              |                                                              |  |  |  |  |  |  |  |  |  |  |  |  |  |  |

|  |  |  |  |  |  |  |  | Intrigue indépendante des trois temporalités, en fin de chronologie |  |  |  |
|  |  |  |  |  |  |  |  |                                                                     |  |  |  |
|  |  |  |  |  |  |  |  | Breath of the Wild                                                  |  |  |  |
|  |  |  |  |  |  |  |  |                                                                     |  |  |  |
|  |  |  |  |  |  |  |  | Tears of the Kingdom                                                |  |  |  |

## Accueil

### Critique
En 1998, Ocarina of Time remporte les suffrages quasi-unanimes de la presse jeux vidéo, très vite encensé comme monument inégalé de sa décennie. En 2004, la révélation de l'épisode Twilight Princess fut accueillie sous les acclamations d'un parterre composé pourtant principalement de journalistes, consacrant la série comme l'une des plus cultes du monde du jeu vidéo. Lors du trailer de Super Smash Bros. Ultimate en 2018, l'apparition de Link, sous ses traits de Breath of the Wild, plonge les joueurs dans l'extase. De même, l'annonce en 2019 d'une séquelle à Breath of the Wild déchaîne passion et réactions sur les réseaux sociaux et Youtube[Interprétation personnelle ?] ainsi que parmi les rares privilégiés physiquement présent à la présentation Nintendo.
La série The Legend of Zelda fait partie de ces licences qui motivent le plus les joueurs à investir dans les dernières consoles Nintendo. Pourtant, il y a parfois eu des protestations de la part de la communauté des joueurs, notamment en ce qui concerne la maniabilité, principalement pour les volets sur Wii et Wii U. Au-delà de ces écarts de maniabilité entre supports, le portage des jeux anciens vers les plus récents matériels de Nintendo a été salué tant par les fans que par les curieux de vieux jeux vidéo pas forcément assez fortunés pour s'équiper avec toutes les anciennes consoles nécessaires. L'engouement est si fort que Nintendo sort en 2021 un tout nouveau Game & Watch composé des premiers volets, un bel hommage autant qu'une façon de revenir aux sources et de toujours se réinventer, même à coup de nostalgie.

### Ventes
Les jeux canoniques sont aux nombres de 21, allant de The Legend of Zelda sorti en 1986 à The Legend of Zelda: Echoes of Wisdom en 2024. Le jeu le plus vendu est The Legend of Zelda: Breath of the Wild, avec plus de 30 millions de ventes sur Wii U et Nintendo Switch.
| Titre                                                 | Console          | Date de sortie | Nombre de ventes          |
| ----------------------------------------------------- | ---------------- | -------------- | ------------------------- |
| The Legend of Zelda                                   | NES              | 1986           | 6,51 millions             |
| Zelda II: The Adventure of Link                       | NES              | 1987           | 4,38 millions             |
| The Legend of Zelda: A Link to the Past               | SNES             | 1991           | 4,61 millions             |
| The Legend of Zelda: Link's Awakening                 | Game Boy         | 1993           | 3,83 millions             |
| The Legend of Zelda: Ocarina of Time                  | N64              | 1998           | 7,6 millions              |
| The Legend of Zelda: Majora's Mask                    | N64              | 2000           | 3,36 millions             |
| The Legend of Zelda: Oracle of Ages / Seasons         | Game Boy Color   | 2001           | 3,99 millions (combinées) |
| The Legend of Zelda: A Link to the Past + Four Swords | Game Boy Advance | 2002           | 2,82 millions             |
| The Legend of Zelda: The Wind Waker                   | GameCube         | 2003           | 4,43 millions             |
| The Legend of Zelda: Four Swords Adventures           | GameCube         | 2004           | 0,75 million              |
| The Legend of Zelda: The Minish Cap                   | Game Boy Advance | 2004           | 1,76 million              |
| The Legend of Zelda: Twilight Princess                | GameCube / Wii   | 2006           | 8,85 millions             |
| The Legend of Zelda: Phantom Hourglass                | DS               | 2007           | 4,76 millions             |
| The Legend of Zelda: Spirit Tracks                    | DS               | 2009           | 2,96 millions             |
| The Legend of Zelda: Skyward Sword                    | Wii              | 2011           | 3,67 millions             |
| The Legend of Zelda: A Link Between Worlds            | 3DS              | 2013           | 4,26 millions             |
| The Legend of Zelda: Tri Force Heroes                 | 3DS              | 2015           | 1,36 million              |
| The Legend of Zelda: Breath of the Wild               | Wii U / Switch   | 2017           | 32,29 millions            |
| The Legend of Zelda: Tears of the Kingdom             | Switch           | 2023           | 21,04 millions            |
| The Legend of Zelda: Echoes of Wisdom                 | Switch           | 2024           | 3,91 millions             |

Au fil des années, beaucoup de portages ont vu le jour pour enrichir le catalogue des consoles, le premier (sans comptés les BS Zelda) est The Legend of Zelda: Link's Awakening DX sorti sur Game Boy Color. Des portages de The Legend of Zelda: Breath of the Wild et The Legend of Zelda: Tears of the Kingdom vont sortir sur Nintendo Switch 2 en 2025.
| Titre                                                | Console          | Date de sortie | Nombre de ventes     |
| ---------------------------------------------------- | ---------------- | -------------- | -------------------- |
| The Legend of Zelda: Link's Awakening DX             | Game Boy Color   | 1998           | 2,22 millions        |
| The Legend of Zelda: Ocarina of Time + Master Quest  | GameCube         | 2002 - 2003    | 1,25 million         |
| The Legend of Zelda: Collector's Edition             | GameCube         | 2003           | 1,6 million          |
| Classic NES Series: The Legend of Zelda              | Game Boy Advance | 2004           | 0,373 million        |
| Classic NES Series: Zelda II: The Adventure of Link  | Game Boy Advance | 2004           | 0,302 million        |
| The Legend of Zelda: Four Swords Anniversary Edition | DSiWare / 3DS    | 2011           | N/A (téléchargement) |
| The Legend of Zelda: Ocarina of Time 3D              | 3DS              | 2011           | 6,44 millions        |
| The Legend of Zelda: The Wind Waker HD               | Wii U            | 2013           | 2,35 millions        |
| The Legend of Zelda: Majora's Mask 3D                | 3DS              | 2015           | 3,46 millions        |
| The Legend of Zelda: Twilight Princess HD            | Wii U            | 2015           | 1,16 million         |
| The Legend of Zelda: Link's Awakening                | Switch           | 2019           | 6,02 millions        |
| The Legend of Zelda: Skyward Sword HD                | Switch           | 2021           | 3,85 millions        |
| The Legend of Zelda: Breath of the Wild              | Switch 2         | 2025           | à venir              |
| The Legend of Zelda: Tears of the Kingdom            | Switch 2         | 2025           | à venir              |

La saga The Legend of Zelda possède de nombreux hors-série comme la saga Hyrule Warriors, les jeux BS Zelda, les jeux Tingle ou des crossovers comme le picross de Twilight Princess et Cadence of Hyrule. Ces jeux sont assez mineurs et n'apportent pas beaucoup d'éléments majeurs pour le lore Zelda, hormis pour les jeux Hyrule Warriors : L'Ère du Fléau et Hyrule Warriors : Les Chroniques du sceau qui apportent des éléments scénaristiques malgré un gameplay limité. 
| Titre                                     | Console                     | Date de sortie | Nombre de ventes      |
| ----------------------------------------- | --------------------------- | -------------- | --------------------- |
| BS The Legend of Zelda                    | Super Famicom (Satellaview) | 1995           | N/A                   |
| BS Zelda: Ancient Stone Tablets           | Super Famicom (Satellaview) | 1997           | N/A                   |
| BS Zelda: Kodai no Sekiban                | Super Famicom (Satellaview) | 1997           | N/A                   |
| Link: The Faces of Evil                   | Philips CD-i                | 1993           | 0,1 million           |
| Zelda: The Wand of Gamelon                | Philips CD-i                | 1993           | 0,1 million           |
| Zelda's Adventure                         | Philips CD-i                | 1994           | 0,02 million          |
| Freshly-Picked Tingle's Rosy Rupeeland    | DS                          | 2006           | 0,234 million (Japon) |
| Tingle's Balloon Fight DS                 | DS                          | 2007           | N/A (Club Nintendo)   |
| Color Changing Tingle's Love Balloon Trip | DS                          | 2009           | N/A                   |
| Ripened Tingle's Balloon Trip of Love     | DS                          | 2009           | N/A                   |
| Link's Crossbow Training                  | Wii                         | 2007           | 1,5 million           |
| Hyrule Warriors                           | Wii U                       | 2014           | 1 million             |
| Hyrule Warriors Legends                   | 3DS                         | 2016           | 0,474 million         |
| Hyrule Warriors : Definitive Edition      | Switch                      | 2018           | 0,86 million          |
| Hyrule Warriors : L'Ère du Fléau          | Switch                      | 2020           | 4 millions            |
| My Nintendo Picross: Twilight Princess    | 3DS                         | 2016           | N/A (téléchargement)  |
| Cadence of Hyrule                         | Switch                      | 2019           | 1,42 million          |
| Game & Watch: The Legend of Zelda         | Game & Watch                | 2021           | 1 million             |
| Zelda Game & Watch                        | Game & Watch                | 1989           | N/A                   |
| Hyrule Warriors : Les Chroniques du sceau | Switch 2                    | 2025           | à venir               |

## Produits dérivés

### Dessin animé
Il existe une série animée américaine appelée La Légende de Zelda qui s’inspire des scénarios des deux premiers épisodes, sur NES. Cette série datant de 1989 ne connut, par manque de succès, que treize épisodes. Elle fut produite par Diffusion Information Communication, en association avec Nintendo of America. Elle a été éditée aux États-Unis une première fois en VHS, dans les années 1990, et à deux reprises en DVD, en 2003 et 2005 par Allumniation Filmworks (sous la forme de deux DVD), et en 2005 par Shout! Factory.
Dans la série, Ganon tente de s’emparer de la Triforce de la sagesse et d'enlever la princesse Zelda. Link, quant à lui, essaye de l’en empêcher.

### Mangas
Une première adaptation en manga par Yuu Mishouzaki est publiée entre 1989 et 1991, suivie par une deuxième adaptation par Ataru Cagiva entre 1994 et 1996. Shōtarō Ishinomori écrit en 1992 une œuvre entièrement en couleur sur le jeu The Legend of Zelda: A Link to the Past pour le magazine américain Nintendo Power. Cette dernière est publiée en version française par Soleil Productions en novembre 2015.
Une adaptation publiée sous licence Nintendo est réalisée à partir de 1998 par le duo Akira Himekawa et publiée au Japon par Shōgakukan entre 2000 et 2009,. La version française est éditée depuis 2009 chez les éditions Soleil Productions,.
En 2011, le duo dessine une préquelle à Skyward Sword de 32 pages, incluse dans le livre Hyrule Historia,. Après une pause de sept ans, le duo annonce en 2015 la reprise des mangas The Legend of Zelda. La publication reprend alors en février 2016 avec l'adaptation de The Legend of Zelda: Twilight Princess.
Fin 2016, Soleil Productions commence une publication "Perfect Edition" des titres déjà publiés, avec en bonus des pages en couleurs inédites dans chacun des livres.

### Musique
Le 23 septembre 2010 à Cologne s’est déroulé le concert de musique de jeu vidéo intitulé Symphonic Legends dédié aux séries Nintendo, dont The Legend of Zelda. La seconde partie du concert raconte l'histoire de Link, de son enfance à son accession au rang de Héros du Temps, sous forme d'un poème symphonique,.
Pour fêter le 25e anniversaire de la série, Nintendo a organisé une symphonie nommée The Legend of Zelda: Symphony of the Goddesses. Les premiers concerts se sont déroulés fin 2011 à Tokyo, Los Angeles et Londres. Une tournée nord-américaine est organisée en 2012, suivie par une tournée mondiale en 2013 et 2015-2016.

### Cinéma
Le 7 novembre 2023, Nintendo annonce via un communiqué sur X que l'entreprise travaille depuis plusieurs années sur un film The Legend of Zelda en prise de vues réelles, financé avec Sony. Le film est produit et supervisé par Shigeru Miyamoto et Avi Arad de Arad Production et est réalisé par Wes Ball. Le communiqué précise que le long métrage ne sortira pas avant plusieurs années. En mars 2025, la sortie du film est annoncée par Shigeru Miyamoto pour le 7 mai 2027, via le compte X (anciennement Twitter) officiel de Nintendo.

### Amiibo
Les amiibo sont de petites figurines interactives développées par Nintendo, représentant des personnages emblématiques de ses franchises célèbres, comme Mario, Animal Crossing, ou encore The Legend of Zelda. Dotées d’une puce NFC, ces figurines peuvent être utilisées avec certaines consoles Nintendo, comme la Wii U, la 3DS, la Switch (ainsi que sa version Lite) et la Switch 2, pour débloquer du contenu spécial, sauvegarder des données ou interagir directement dans les jeux. À la fois objets de collection et accessoires de jeu, les amiibo séduisent autant les joueurs que les fans de l’univers Nintendo. 
Les figurines sont généralement commercialisées par vagues, chaque vague regroupant plusieurs personnages souvent liés à un jeu ou une licence spécifique, ce qui entretient l’attente et l’engouement autour de chaque nouvelle sortie. La première vague date de 2014 pour la sortie de Super Smash Bros. for Wii U / 3DS. 
Des combattants de la licence Super Smash Bros proviennent de la saga Zelda, ils sont aux nombres de 6 et possèdent chacun leurs amiibo : 
- Link : sorti le 28 novembre 2014 lors de la première vague.
- Zelda : sorti le 19 décembre 2014 lors de la deuxième vague.
- Link Cartoon : sorti le 23 janvier 2015 lors de la troisième vague.
- Sheik : sorti le 23 janvier 2015 lors de la troisième vague.
- Ganondorf : sorti le 26 juin 2015 lors de la septième vague.
- Link enfant : sorti le 12 avril 2019 lors de la dix-septième vague.

La collection The Legend of Zelda commence le 4 mars 2016 et possède 27 amiibo : 
- Link Loup (issu de Twilight Princess).
- Link (issu de Ocarina of Time).
- Link (issu de The Legend of Zelda).
- Link Cartoon (issu de The Wind Waker).
- Zelda Cartoon (issu de The Wind Waker).
- Link - Archer (issu de Breath of the Wild).
- Link - Cavalier (issu de Breath of the Wild).
- Gardien (issu de Breath of the Wild).
- Bokoblin (issu de Breath of the Wild).
- Zelda (issu de Breath of the Wild).
- Link enfant (issu de Majora's Mask).
- Link (issu de Skyward Sword).
- Link (issu de Twilight Princess).
- Mipha (issu de Breath of the Wild).
- Daruk (issu de Breath of the Wild).
- Revali (issu de Breath of the Wild).
- Urbosa (issu de Breath of the Wild).
- Link (issu de Link's Awakening 2019).
- Zelda & Célestrier (issu de Skyward Sword).
- Link (issu de Tears of the Kingdom).
- Zelda (issu de Tears of the Kingdom).
- Ganondorf (issu de Tears of the Kingdom).
- Babil (issu de Tears of the Kingdom).
- Yunobo (issu de Tears of the Kingdom).
- Riju (issu de Tears of the Kingdom).
- Sidon (issu de Tears of the Kingdom).
- Golem de Mineru (issu de Tears of the Kingdom).

### Autres
De nombreux autres produits dérivés existent tels que des accessoires de mode, cadeaux publicitaires, figurines,, vêtements, etc.